# Grotte du Diable (Pottenstein)
Pour les articles homonymes, voir Grotte du Diable.
La grotte du Diable de Pottenstein est une grotte à concrétions près de Pottenstein en Haute Franconie, dans la Suisse franconienne. Elle est la plus grande des environ 1 000 grottes de la Suisse franconienne, et est richement ornée par des concrétions, de puissantes stalactites et stalagmites, et est considérée comme une des plus belles grottes à visiter en Allemagne. Elle est située dans l'arrondissement de Bayreuth, à peu près à mi-chemin entre Nuremberg et Bayreuth, et fait partie de l'association des grottes jurassiques. L'impressionnant portique d'entrée — « Porte des Enfers » — est situé à une altitude de 400 m, entre Potterstein et Schüttersmühle, à environ 2 km au sud de Potterstein sur le versant ouest de l'étroite vallée du Weihersbach. L'entrée de la grotte, large de 25 m et haute de 14 m, une des plus grandes entrées de grotte d'Allemagne, est connue depuis bien longtemps. Mais ce portail se terminait jadis au bout de 85 m, et avait été nommé Trou du diable. Hans Brand, de Bayreuth, géologue et ingénieur des mines, a percé en 1922 une paroi de 9 m d'épaisseur, formée par un éboulement, au fond du trou du diable, et a découvert des parties de grotte ornées de concrétions, qui ont été rendues praticables dès août 1923, et ouvertes aux visiteurs. Dans une entreprise d'ouverture à partir de 1923, en 8 ans, d'autres salles de la grotte ont été ouvertes, et reliées entre elles par environ 300 m de galeries. À la Pentecôte de 1931, la grotte du diable a été ouverte au public pour une visite complète.
La grotte consiste en plusieurs grandes salles, reliées entre elles par des passages étroits creusés selon les méthodes des mines lors de l'ouverture de la grotte. En comprenant tous les passages latéraux, les galeries et les puits creusés pour l'ouverture des grottes, la longueur des grottes fait environ 3 000 m. La partie spectaculaire fait environ 1 700 m, dont 800 m sont parcourus par les visites. Avec plus de 150 000 visiteurs par an, la grotte du diable, administrée par le Zweckverband Teufelshöhle (Association de la Grotte du diable), est l'une des plus visitées d'Europe. En Allemagne, seule la grotte d'Atta à Attendorn a un nombre de visiteurs comparable. La grotte du diable est utilisée pour divers buts. Depuis 1994, outre les visites régulières, plusieurs fois pendant l'été, la suite de représentations Culture dans la grotte du diable a lieu dans la salle de l'entrée. Dans une galerie latérale se trouve depuis 1986 le Centre de thérapie de la grotte du diable, pour des cures de spéléothérapie. Dans une autre partie latérale, le groupe de recherche Grotte et Karst en Franconie entretient le seul laboratoire de recherches sur les grottes d'Allemagne.

## Géologie

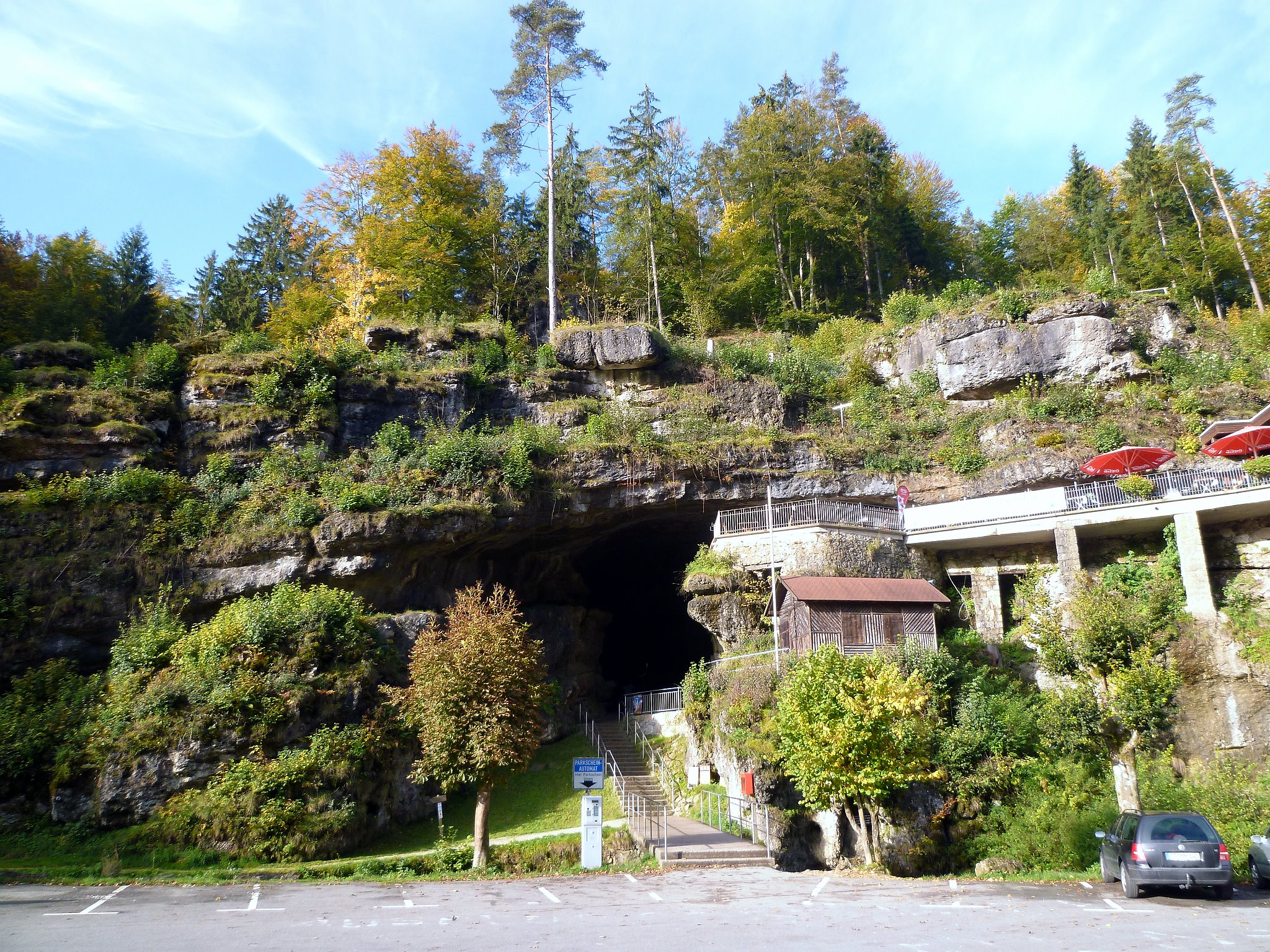
Zone de l'entrée de la grotte en 2007

La grotte du Diable se trouve dans un domaine de karst typique, avec des roches solubles dans l'acide comme le calcaire ou la dolomite. La vallée du Weihersbach et la grotte du diable se sont formés pour l'essentiel dans les dernières 2 500 000 années. La grotte du diable se trouve dans le jurassique supérieur, la dolomite de Franconie. La phase de karstification, influencée par les alternances entre périodes glaciaires et interglaciaires plus chaudes, continue toujours.
La principale origine de la grotte du Diable a eu lieu quand les diaclases et fentes dues aux failles ont été complètement remplies avec de l'eau contenant du gaz carbonique. Le gaz carbonique en solution constitue certes un acide relativement faible, mais il peut transformer calcaire et dolomite, monocarbonates pratiquement insolubles, en bicarbonates solubles, dissous et éliminés par la circulation de l'eau. Les diaclases et fentes se sont alors développées par érosion chimique en grandes salles creuses. L'abaissement du niveau du lit du Weihersbach et celui consécutif de la nappe phréatique ont asséché les grottes. Alors, les grottes ont été modelées par des élargissements et des concrétions. Il s'agit donc de grottes secondaires, dont l'origine se situe longtemps après la formation de la roche. Il faut remarquer la présence d'argile dans les cavernes, contenant une haute concentration en fer.
La grotte du Diable consiste en plusieurs systèmes de galeries et en salles érodées dans le rocher. Dans une visite guidée dans le domaine des grottes accessibles au public, on traverse trois grandes salles, reliées entre elles par des galeries partiellement artificielles. Ces grandes salles ont des dimensions énormes : la salle de la coupole, connue déjà avant l'ouverture sous le nom de Grand Trou du Diable, a une surface au sol d'environ 100 m2 et une hauteur de plus de 10 m ; elle est recouverte par une couche de rochers de 15 m de puissance,. Le dôme Barberousse fait environ 45 m de long, 18 m de large et jusqu'à 18 m de haut, avec une couverture rocheuse de 52 m de puissance. La salle des géants, la plus grande, a 30 m de long, 16 m de large et 13 m de haut, et est surmontée par 45 m de rocher.
Dans le cadastre des grottes de l'Alpe de Franconie, qui énumère plus de 3 500 grottes sur une surface de 6 400 km2, la grotte du diable est enregistrée sous le numéro D 95 et la « petite » grotte du diable sous le numéro D 148. La grotte est 
identifiée sous le numéro de géotope 472H008 par le Service bavarois de l'environnement.

### Système des grottes

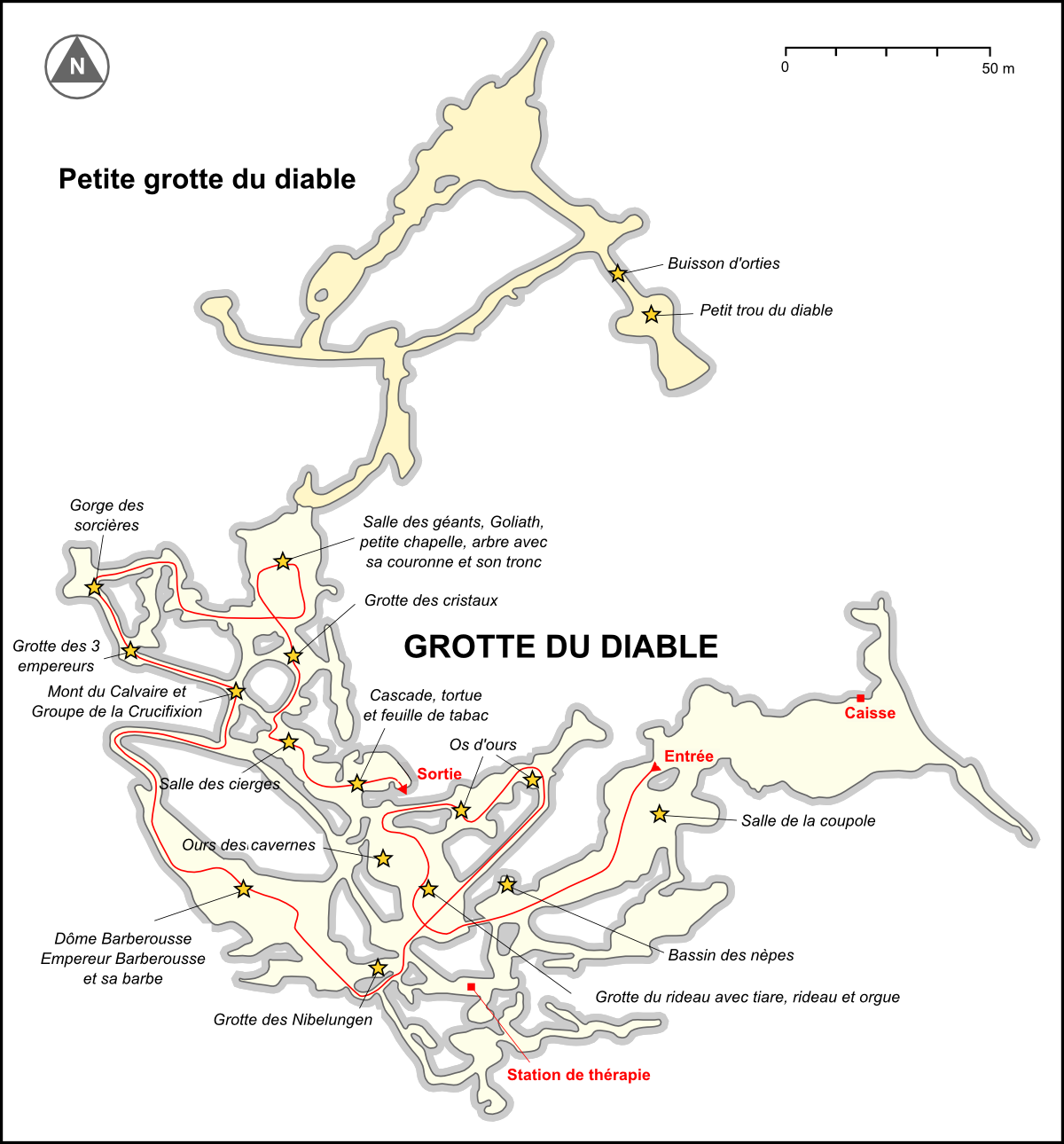
Plan de la grotte du diable

La grotte du Diable est un système complexe de grottes qui s'étend sur trois étages, pour une surface projetée au sol de 200 m × 200 m. La visite guidée passe par les trois étages, et parcourt une surface de 100 m × 100 m. Outre la région d'entrée, le système de grottes comprend ce qui s'appelait jadis le grand trou du diable, et d'autres grottes reliées par des galeries, comme le petit trou du diable. Le buisson d'orties est relié à ce dernier, et on y a creusé une issue vers le versant de la vallée. Les galeries artificielles du buisson d'orties datant de l'époque de l'ouverture le relient à la salle des géants de la grotte du diable. Dans ces galeries, on trouve une partie des installations de mesure du laboratoire des grottes du groupe de recherches Grottes et karst de Franconie. En 1988, on a découvert dans le buisson d'orties, derrière une barrière d'argile, l'accès à un nouvel étage, qui présente une concrétion de calcaire au sol intacte. Le buisson d'orties est aussi relié avec la grotte de la dispute. La gorge du diable située au sud était reliée à la grotte d'argile, dont l'entrée est effondrée. Il se rattache encore au système des grottes un nombre de galeries et de puits qui datent de la phase d'ouverture.

### Concrétions

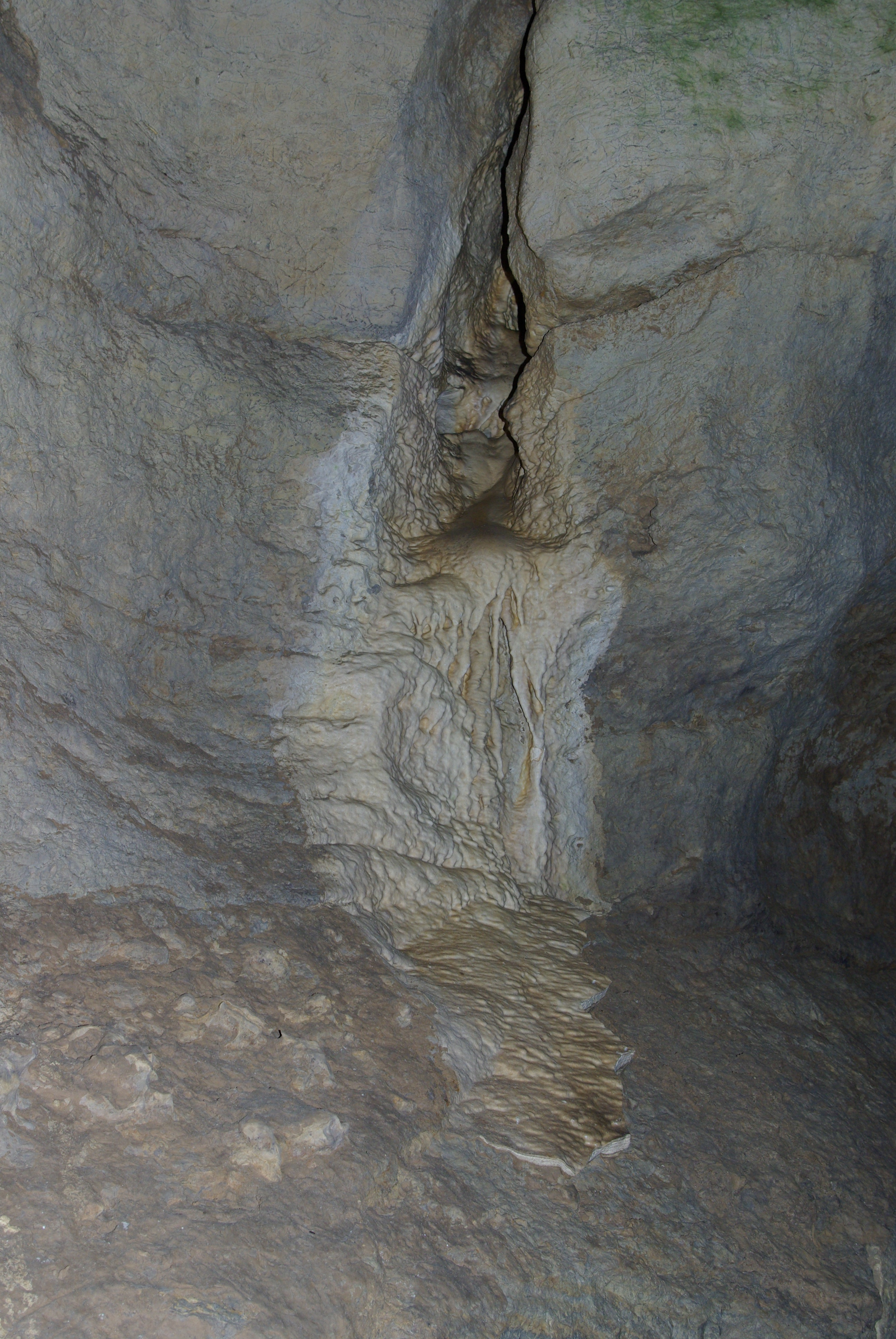
Dépôts de concrétions à l'entrée d'une grotte

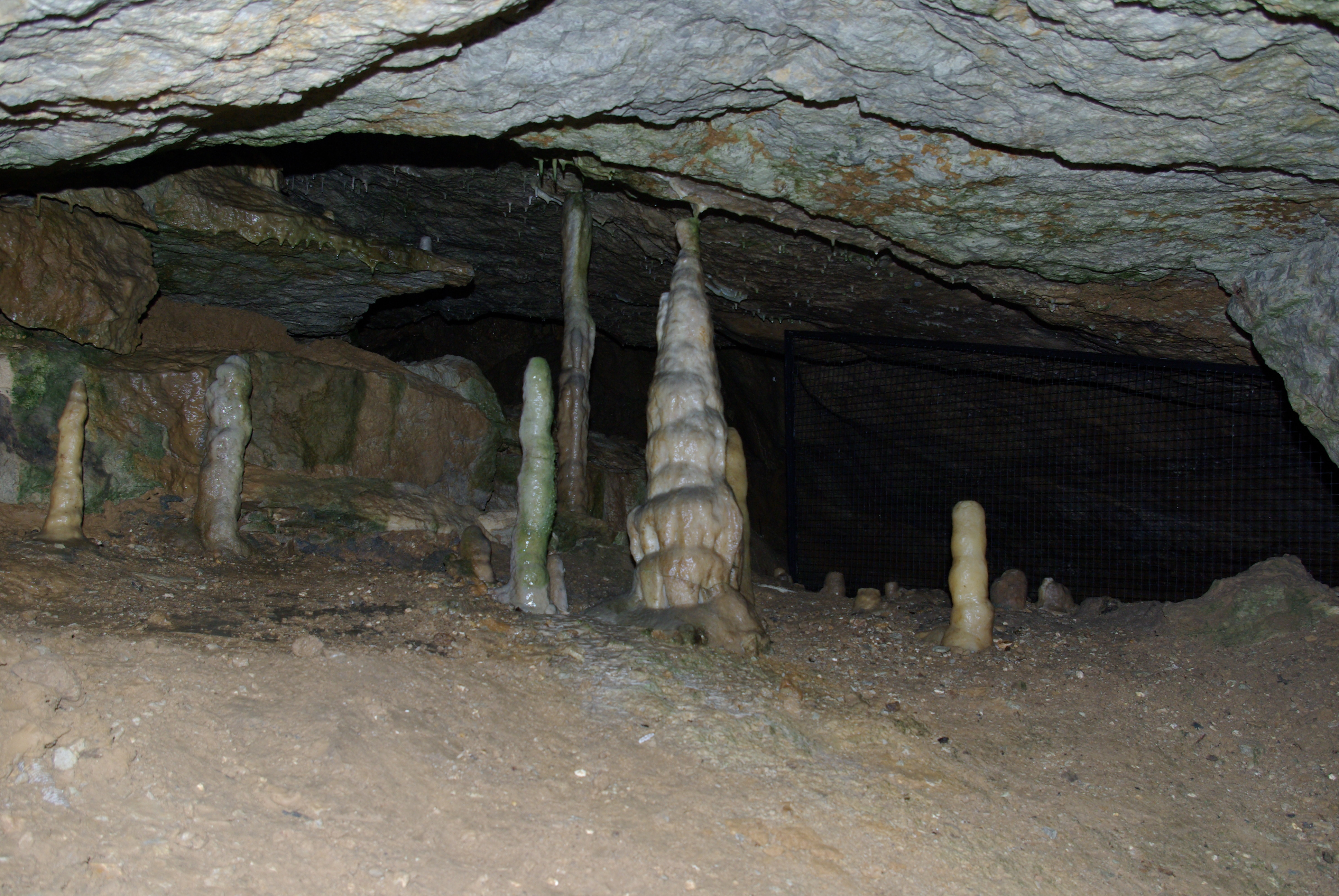
Tiare

Un point d'intérêt de la grotte du Diable consiste en ses nombreuses concrétions. L'eau de pluie qui pénètre dans le sol, chargée en gaz carbonique, dissout le calcaire en traversant le rocher, et le dépose par évaporation en arrivant à l'air libre dans les grottes. Il se forme ainsi au cours des siècles des formations de concrétion. Le dôme Barberousse est marqué par les nombreuses stalagmites en forme de chandelle sur le sol, et des stalactites pendant du plafond. À bien des endroits, il s'est formé de grands drapeaux ou rideaux de stalactites (par exemple la barbe de Barberousse dans le dôme de Barberousse). Les diverses nuances de couleur des concrétions sont dues à des mélanges de sable, de fer, de manganèse ou d'argile. Les concrétions de la grotte du diable consistent en carbonate de calcium ordinaire, bien que dissoutes par l'eau dans une roche plutôt dolomitique.
Dans la salle des géants, on peut voir les deux plus vieilles concrétions de la grotte : l'arbre et le géant Goliath, auxquelles on attribue un âge d'au plus 340 000 ans. Par opposition, les stalagmites en chandelle plus minces sont nettement plus jeunes, et datent en général d'une période après glaciaire. Leur âge est estimé entre 10 000  et   15 000 ans. D'après les critères morphologiques, la beauté des concrétions de la grotte du diable tient principalement à leur jeune âge, après la période glaciaire. Un argument pour ce jeune âge est le très faible nombre de concrétions détruites, comme par exemple des stalagmites tombées ou renversées, dont la destruction peut être ramenée à des circonstances naturelles, comme des séismes ou des glaces en mouvement. Dans la grotte du diable, il faut environ 13 ans pour qu'une concrétion pousse d'un millimètre (une installation de mesure se trouve dans le laboratoire des grottes). Mais les concrétions ne poussent que pendant les périodes chaudes de l'histoire de la Terre, et lors de précipitations suffisantes.

### Climat des grottes
Dans la grotte du Diable, la température reste très constante. Selon les saisons, elle oscille entre 9  et   10 °C. L'humidité relative est très élevée, 95 % et dans certains endroits jusqu'à 98 %. Il y a quelques années, des mesures de température ont été poursuivies dans la salle des géants pendant une longue période. On y a noté des températures entre 9,5  et   10 °C. Avant l'éclairage par des LED, la température pouvait s'élever en été, pendant les week-ends, avec une forte concentration de visiteurs et une longue durée d'éclairage, jusque 12,5  à   13 °C. Depuis l'installation des LED, qui produisent et rayonnent bien moins de chaleur que l'éclairage précédent, on ne note plus d'élévation notable de température.
Pendant ces recherches, on a aussi mesuré la chute de poussières à partir des vêtements des visiteurs. À cette fin, on a disposé en divers endroits de la salle des géants des surfaces de mesure carrées de 10×10 cm². Ces mesures ont montré une salissure non négligeable de l'air de la grotte. La poussière de textile se dépose sur les diverses concrétions, ce qui en ralentit la croissance et en assombrit progressivement la couleur.

## Description

### Le Trou du diable

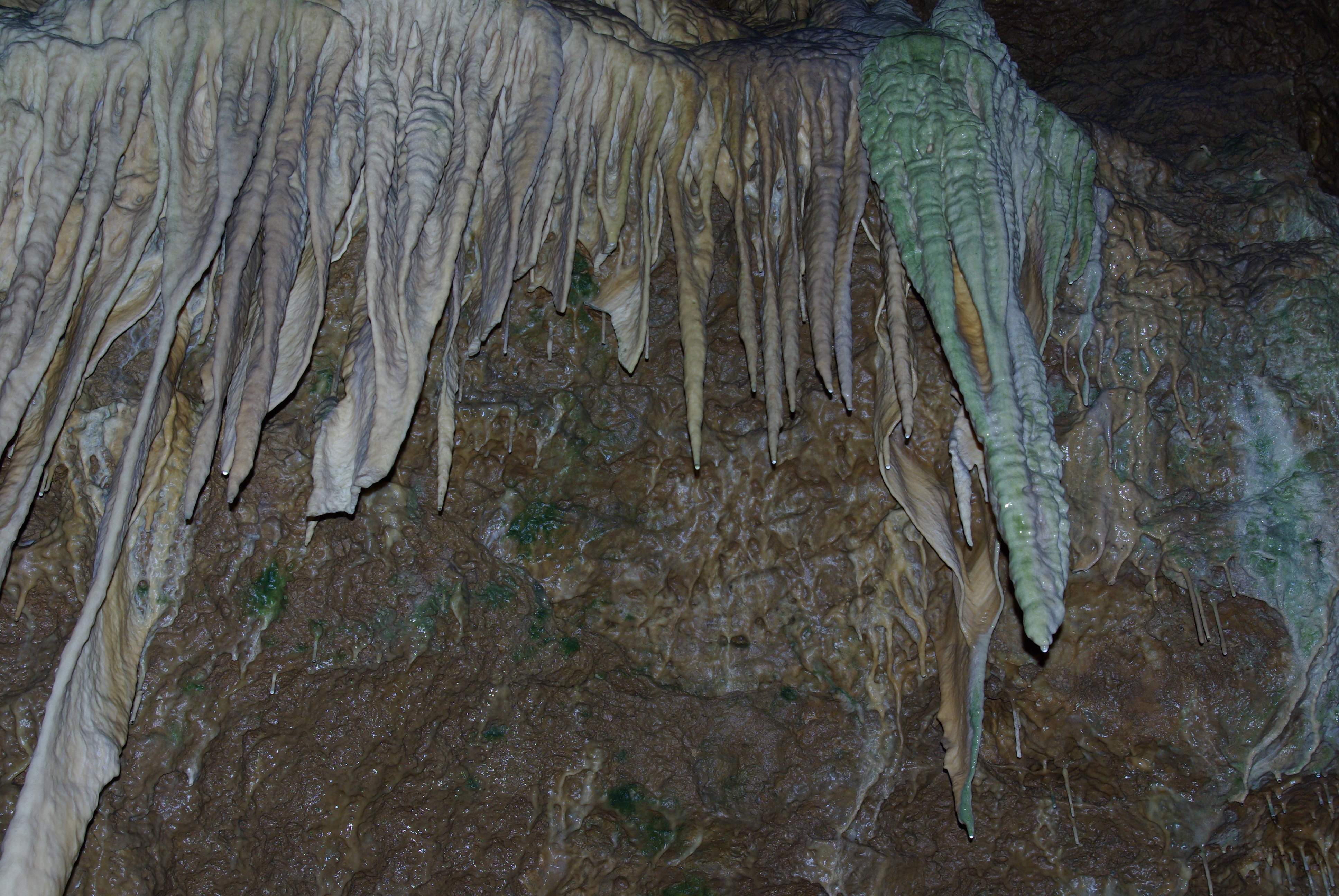
Concrétions en drapeau dans le dôme de Barberousse

Dans le passé, la grotte du Diable était notablement plus petite et se terminait à 30 m derrière la salle de la coupole. La majestueuse entrée et la partie avant de la grotte avaient été connues depuis longtemps sous le nom de Grand trou du diable. Plusieurs décennies avant l'ouverture de la grotte en octobre 1922, un chemin avec une rambarde en bois menait à l'entrée de la grotte. L'entrée de la grotte du diable a 14 m de haut et 25 m de large, et est ainsi l'une des plus grandes entrées de grotte en Allemagne. Ce portail d'entrée imposant, d'aspect voûté, a son origine dans un calcaire dolomitique débris d'un rocher, et se situe sur un joint entre couches. Hans Brand, qui a ouvert la grotte, soupçonnait dès le début du XXe siècle que cette entrée avait été approfondie et élargie par de l'eau qui s'en écoulait. La bouche de la grotte descend jusqu'à 0,6 m au-dessus du fond du lit du Weihersbach, à une altitude de 381,2 m. De là, le trou du diable s'enfonçait d'environ 85 m, jusqu'à se perdre dans des bifurcations complètement bouchées par des effondrements. Le grand trou du diable avait eu aussi jadis une riche ornementation de concrétions, mais elle a été dérobée ou détruite. Du milieu de l'entrée de la grotte, une terrasse de roches sort à une hauteur d'environ 8 m, et le café en terrasse s'y est installé.

### Visites guidées
Du point de vue commercial, la grotte du Diable appartient aux meilleures grottes touristiques d'Allemagne. Avec ses développements dans l'espace, rares en Allemagne, comme ses salles géantes, ses passages étroits et enchevêtrés et ses concrétions, elle est connue dans le pays et à l'étranger.
Les visites guidées utilisent des chemins et des escaliers bien praticables, avec des rampes, et aussi des passages en galeries étroites, qui relient entre elles les grandes salles et les niches avec concrétions. La visite dure environ 45 min et aborde les zones les plus intéressantes de la grotte. La distance parcourue est de 800 m, dont environ 150 m de galeries creusées lors de l'ouverture. Le long du chemin, il y a des montées et des descentes, qui représentent en tout 407 marches. La visite est en partie accompagnée par de la musique, et depuis 2007 par un spectacle de lumières.

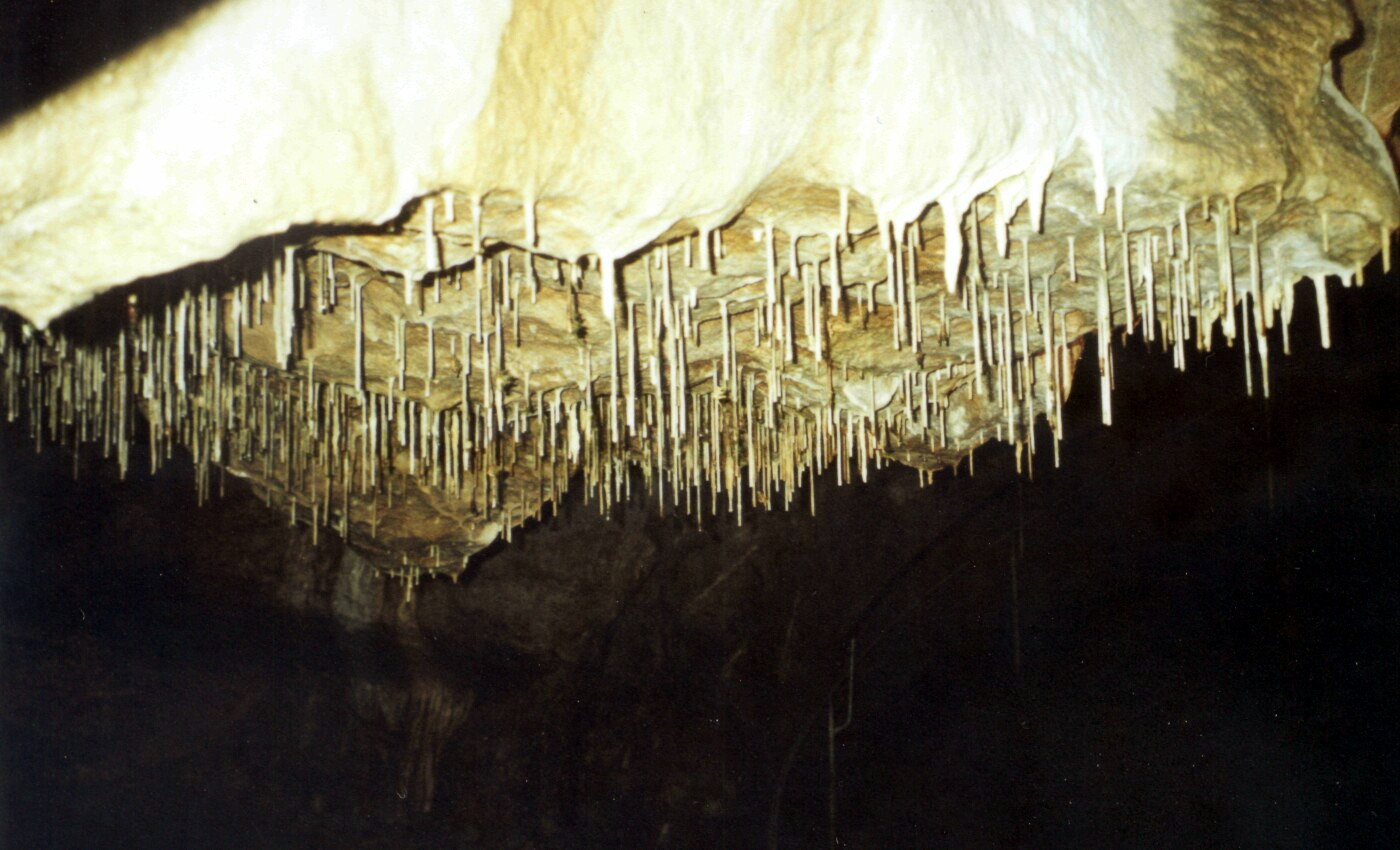
Stalactites dans le dôme de Barberousse

En dehors des périodes normales d'ouverture, il est souvent offert aux enfants des visites guidées spéciales d'une durée de 45 min. De plus en plus souvent, des visites géologiques spéciales sont organisées dans la grotte du diable. Celles-ci durent environ 100 min. On y explore des salles qui ne sont pas normalement ouvertes au public. L'origine et l'ouverture de la grotte y sont étudiées, et on y inclut la station de thérapie. Depuis 2000, il existe des visites guidées en anglais, et depuis 2002 en français. En outre, dans la zone de l'entrée, il y a des explications sur la grotte en anglais, français, italien, russe, espagnol et tchèque.
La visite normale commence par la première des trois grandes salles, la salle de la coupole, avec une petite exposition d'outils et d'instruments de mineur qui ont été utilisés lors de l'ouverture, comme des marteaux-piqueurs à air comprimé, un vieux treuil électrique et des wagonnets de mine. À côté des diverses espèces de roches, une concrétion sciée est exposée. On y voit clairement les anneaux climatiques semblables aux cernes de croissance des arbres.  Le guide donne ses premières explications, et déclenche un programme de musique et de jeux de lumière.

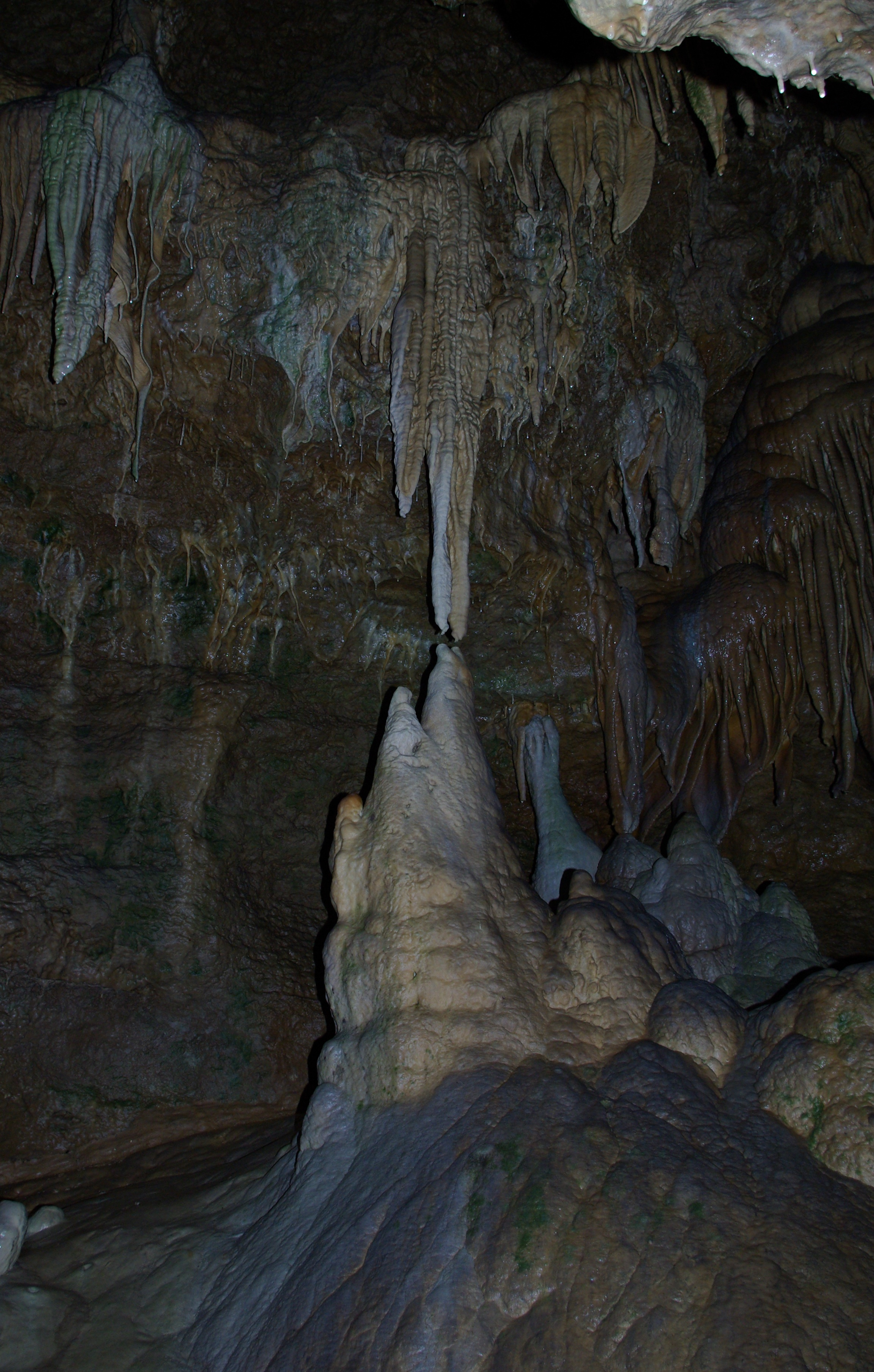
Barbe de Barberousse dans le dôme de Barberousse

À partir de cette première salle, on continue, en suivant le trou du Diable de jadis. Juste derrière le passage, on passe devant la porte menant à la station de thérapie, puis on voit les premières formations de concrétions. On voit alors la tiare papale, qui consiste surtout en stalagmites. Puis viennent l'orgue (des colonnes de dépôts calcaires très semblables à des tuyaux d'orgue, malheureusement détruits en partie), puis le rideau, composé de stalagmites et de rideaux de dépôts calcaires éclairés par l'arrière. Ces trois groupes ont un âge estimé de 10 000  à   15 000 ans. Puis on passe dans les grottes des ours. Dans trois petites niches sont rassemblés les os de 80 ours des cavernes trouvés dans la grotte du diable pendant la période des travaux d'ouverture, de 1922 à 1931. C'est dans cette zone qu'ont été trouvés la majorité des os, pour la plupart en très bon état.
Dans la caverne de l'Ours, tout près du rideau, on peut voir dans une niche de rochers à gauche, sur une élévation, le squelette d'un ours des cavernes, mort sur place il y a 30 000 ans, assemblé en 1923 par le paléontologue Max Schlosser. Le chemin de la visite parcourt alors une galerie de 50 m de long, la galerie de liaison inférieure, creusée pour l'ouverture, comme c'est encore visible par les arêtes franches du rocher, et les traces des trous des marteaux-piqueurs. On arrive alors à la grotte des Nibelungen, où quelques colones de dépôts au milieu présentent des fentes et des cassures. Puis on passe au dôme de Barberousse, la deuxième et sans doute la plus belle salle de la grotte du diable.

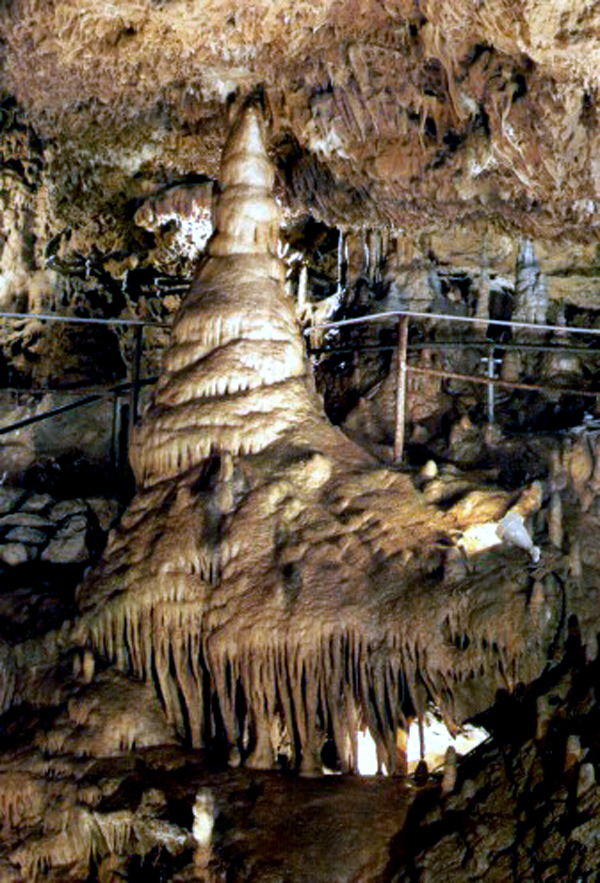
Larbre de la salle des géants

C'est là que le guide attend la visite, ayant dépassé les visiteurs en empruntant une galerie différente. La visite de la salle commence par un morceau de musique sous un éclairage atténué, puis un spectacle de lumières, suivi de la deuxième explication du guide. Le dôme de Barberousse est le point central et la salle d'apparat de la grotte du diable ; on y voit des concrétions dont la splendeur surprend tous les visiteurs. Le petit monticule au centre de la salle est nommé le jardin magique. Il est orné de nombreuses stalagmites en chandelle au sol et de stalactites et de colonnes de dépôt pendant du plafond. Au milieu de la salle, parmi les stalagmites en chandelle, trône l'Empereur Barberousse, une concrétion finement sculptée, en forme de pagode. Cette concrétion, probablement la plus belle de la grotte, fait environ 1,2 m de haut, et on lui attribue un âge de plus de 200 000 ans. Vers le haut du jardin magique, on peut distinguer un paysage de montagnes. Il est surmonté d'une puissante masse de concrétions appelée barbe de Barberousse, qui semble couler d'une grotte latérale. L'âge de cette barbe, finement divisée, est aussi d'environ 200 000 ans. Le fond de la salle, 70 m au-dessous du sommet de la voûte, est marqué par un projecteur. En cas de fortes pluies, ou pendant la fonte des neiges au printemps, de l'eau qui a pénétré du dehors par des fentes et des fêlures du rocher, s'y rassemble et forme un petit lac cristallin. Le chemin des visiteurs fait le tour du jardin magique et monte 150 marches vers le mont du Calvaire. Au bout de cette montée, le visiteur aperçoit sur sa droite le groupe de la Crucifixion.
Ce groupe est éclairé de lumières blanches et bleues. Les trois grandes concrétions sont interprétées comme des mâts de croix, et les petites stalagmites par-devant font allusion au peuple qui regarde. La visite continue, à nouveau par un des passages artificiellement ouverts, la galerie de liaison supérieure, d'environ 75 m de long. Les visiteurs arrivent alors à la grotte des trois empereurs. Trois grandes concrétions y attirent les regards : à gauche une grande, âgée d'environ 250 000 ans, à droite deux plus petites d'une pureté rare. Le chemin descend alors rapidement par le gouffre des sorcières, une descente romantique dans les rochers, sculptée naturellement par les eaux ; on arrive ainsi à la salle des géants, la plus grande salle de la grotte du diable.
Dans la salle des géants, les visiteurs sont à nouveau accueillis par le guide. Le plafond de la salle est traversé par des affouillements, des corniches et des fentes. L'arbre, au centre, fait environ 3,5 m de haut, et a environ 340 000 ans. La couronne de l'arbre est formée de petites baguettes de calcaire au plafond, la concrétion principale forme le tronc de l'arbre, et les reliefs éclairés au sol sont les racines. La puissante sculpture du géant Goliath, également de 340 000 ans, est érigée au milieu de la salle. La formation de concrétions sur la paroi de roche, derrière laquelle brûle cachée une petite lumière rouge est appelée petite chapelle. Un petit clocher orne son toit. À gauche, au-dessus de la petite chapelle, des concrétions blanches attirent le regard. On les appelle les séracs. Ce sont du carbonate de calcium, comme les autres, mais on explique leur couleur blanche par le fait que l'eau qui les a formés n'a pas été contaminée ni par de l'argile ni par du fer. Après la salle des géants, on monte par des escaliers.
On laisse la salle des géants par un étroit passage derrière l'arbre, et on passe devant la grotte des cristaux. On arrive ainsi à la zone où se trouvent la plupart des concrétions bizarres. En suivant l'étroit couloir, on passe par la salle des chandelles marquée par des stalagmites en chandelle, puis après avoir monté quelques marches, on passe devant la cascade, la tortue et enfin les feuilles de tabac. Le visiteur arrive à la sortie de la grotte dans une gorge située 
25 m plus haut que l'entrée, où sont entassés de puissants rochers. De là, le chemin descend un petit labyrinthe de rochers, passe une terrasse panoramique, puis la petite grotte du diable, et arrive enfin à l'entrée de la grotte. Cette descente dure environ 10 min. En 2006, des panneaux explicatifs sur la grotte ont été disposés sur ce chemin.

### Petite grotte du Diable

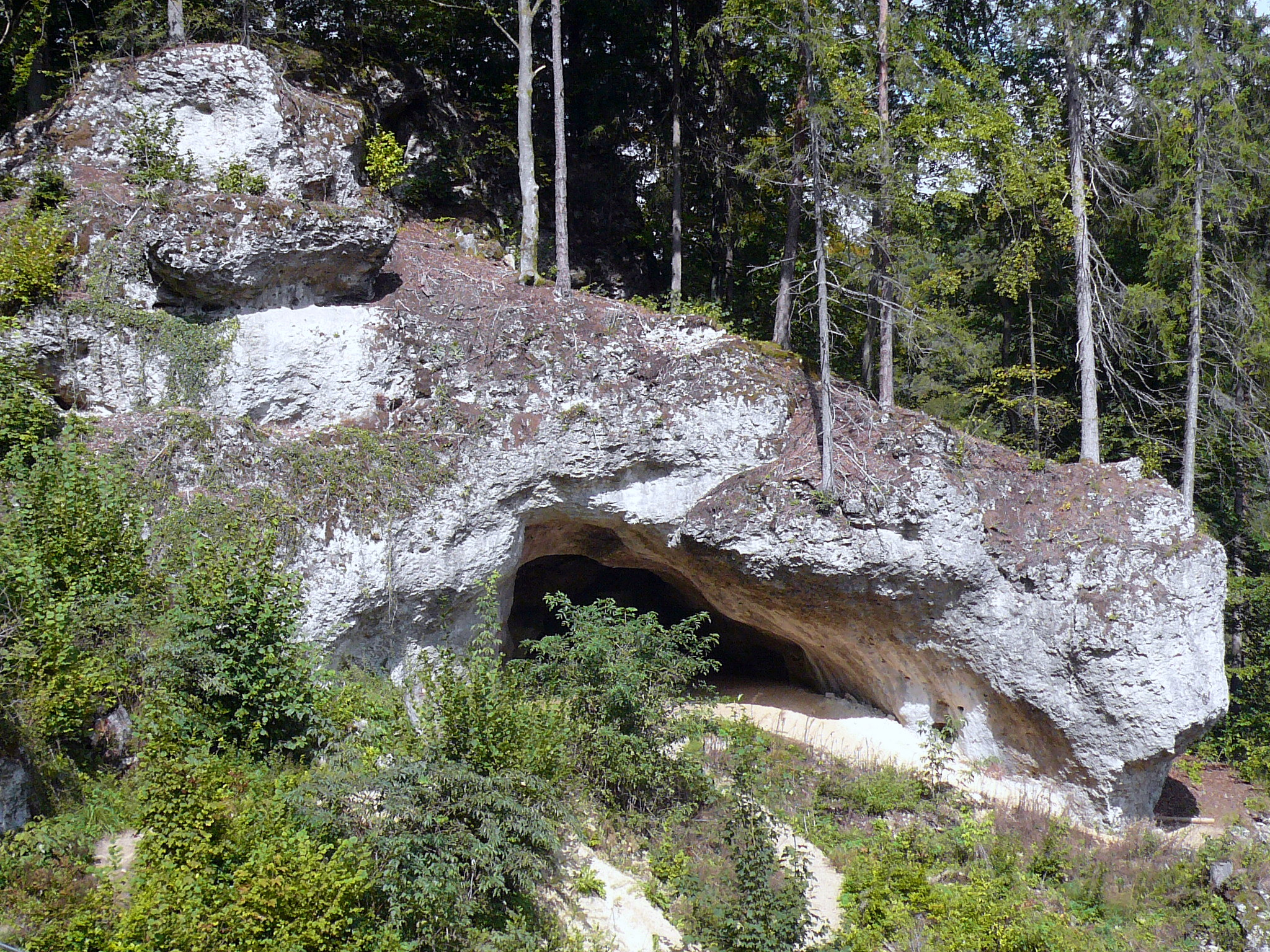
Petite grotte du Diable

L'entrée dans la petite grotte du Diable, aussi nommée petit trou du diable, se trouve environ à 100 m au nord de l'entrée de la grotte du diable. La petite grotte du diable est reliée à la grotte du diable par un passage souterrain inaccessible aux visiteurs, le buisson d'orties, et elle contient le laboratoire des grottes.
Les trouvailles dans cette grotte sont remarquables. En 1876, C. Heitgen a trouvé une pointe de flèche de chaille du type jerzmanowicien, trouvaille unique dans la Suisse franconienne. Son âge est estimé à environ 37 000 ans. De nombreux fossiles de la glaciation de Würm, il y a plus de 30 000 ans, comme des restes d'ours des cavernes, d'hyènes des cavernes, de bisons, d'élans, d'ochotonidae, de cerfs et de rennes ont été trouvés. En raison des températures basses et uniformes de la grotte, les os ont été conservés au mieux. Dans la grotte, on trouve aussi des sédiments crétacés, dont il faut encore déterminer l'époque de dépôt.

### Salle de concert
Depuis 1944 a lieu chaque année en été une série de représentations « Culture dans la grotte du Diable » comprenant 7 à 8 séances. L'imposante grotte de l'entrée est comme faite pour les représentations de musique ou de théâtre. L'acoustique, l'ambiance de la grotte et l'indépendance par rapport aux intempéries distinguent cette salle. Diverses tendances de musique sont présentées, de la musique classique jusqu'au flamenco et au jazz, ainsi que du théâtre et du cabaret, dans un éclairage sauvagement romantique. Dans la salle de concert règne une température relativement constante de 12 °C. Il vient environ 2 000 spectateurs par an.

## Histoire

### Histoire ancienne

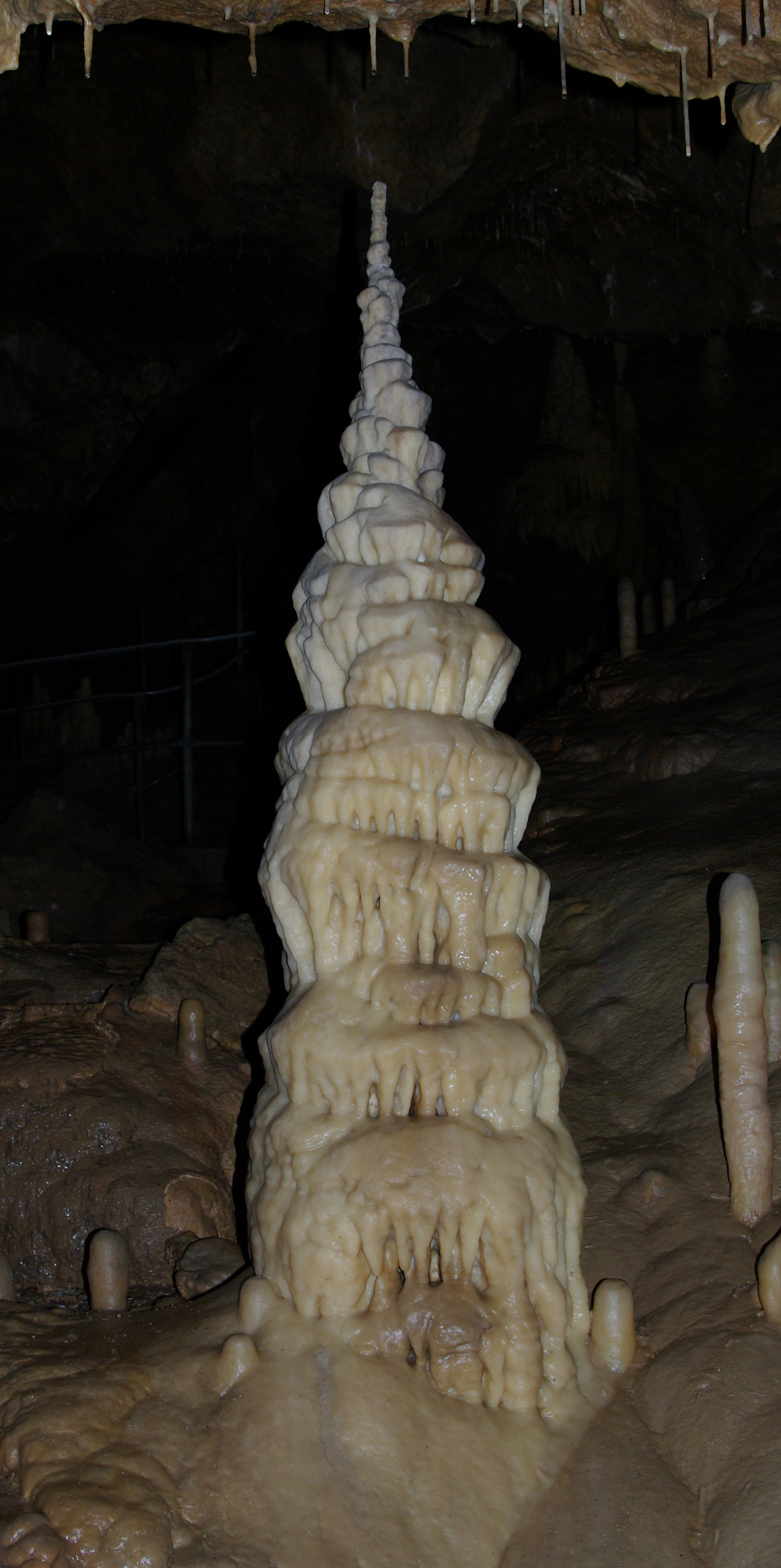
L'empereur Barberousse

On n'a pas encore pu démontrer sans ambiguïté de traces d'occupation humaine pendant la dernière glaciation. Dans la littérature, on trouve des vues différentes sur cette question. L'accès actuel à la grotte du Diable, le trou du Diable, était connu des gens du cru depuis des siècles. Comme de nombreuses autres grottes franconiennes, le trou du diable était riche en os et autres restes de matériaux organiques, et possède des formes variées de concrétions. Cependant des chercheurs sur les grottes, comme l'Allemand Georg August Goldfuss, le Français Georges Cuvier ou les Anglais William Buckland et John Hunter n'ont qu'à peine fait attention à ce trou du diable profond de 85 m. Il est évoqué pour la première fois par l'historien de Bamberg Joseph Heller en 1829 : 
« Le trou du diable, le grand. Cette grotte, la plus grande dans la région de Muggendorf, et qui ne consiste presque qu'en une seule volée de rochers, dans laquelle on pourrait entrer avec une charrette de foin, est à une petite demi-heure à l'est de Pottenstein dans la Schutterthal, qui est très belle à voir de là jusqu'à Klumpersmühle. L'entrée de la grotte est formée par un grand portail surprenant de rochers, de 45 pieds de haut et de 69 de large. La grotte s'étend en montant, reste de dimensions à peu près égales, et a au milieu une belle porte, à 330 pieds de l'entrée. On y remarque à droite un passage latéral où l'on tombe sur un étang d'eau. On trouve des concrétions à bien des endroits dans cette grotte remarquable à cause de sa grandeur, et que l'on peut visiter sans aucune difficulté. Pas loin de là, il y a le petit trou du diable, qui se distingue par de belles concrétions. L'entrée forme un portail de rochers de 51 pieds de haut et de 30 de large. La grotte est en pente vers le haut, partout spacieuse, et dès l'entrée, on marche sur une belle surface de concrétions en cascade avec de l'eau  de stalactites. En ligne droite, la longueur de cette grotte peut faire 86 pieds. Mais elle a aussi de nombreuses allées de traverse et d'autres places spacieuses. »
— Joseph Heller, Muggendorf und seine Umgebung oder die fränkische Schweiz. 1829.
Là-dessus, la grotte devint plus connue, et fut visitée de plus en plus par des touristes du pays et de l'étranger. Mais on apportait plus d'attention au petit trou du diable voisin. En 1876, le préparateur C. Heitgen découvre une pointe de flèche en chaille dans le petit trou du diable. Les fouilles ont eu lieu sur l'ordre de l'anthropologue Johannes Ranke de l'Institut paléontologique de Munich, qui cette année-là visitait la Suisse franconienne et déterminait diverses grottes, où il faudrait entreprendre des fouilles dans un but scientifique,. Les résultats des fouilles correspondaient à l'état d'alors de la recherche, mais ne peuvent pas tenir, face aux connaissances actuelles, malgré des fouilles ultérieures. Adalbert Neischl a dirigé en 1901 le premier levé et a fait un plan de la grotte. À ce moment, les ornements de concrétions étaient détruits jusqu'à quelques restes, et les matériaux osseux avaient été largement emportés.
De 1904  à 1914, toutes les grandes grottes de l'aire des grottes de Franconie du nord avaient été étudiées et mesurées, comme le grand et le petit trou du diable, et la gorge du diable, par les étudiants Böckler, Schülein et Popp en 1909. Dans cette étude, ce sont surtout les détails superficiels qui ont été notés.

### Ouverture

#### Première phase

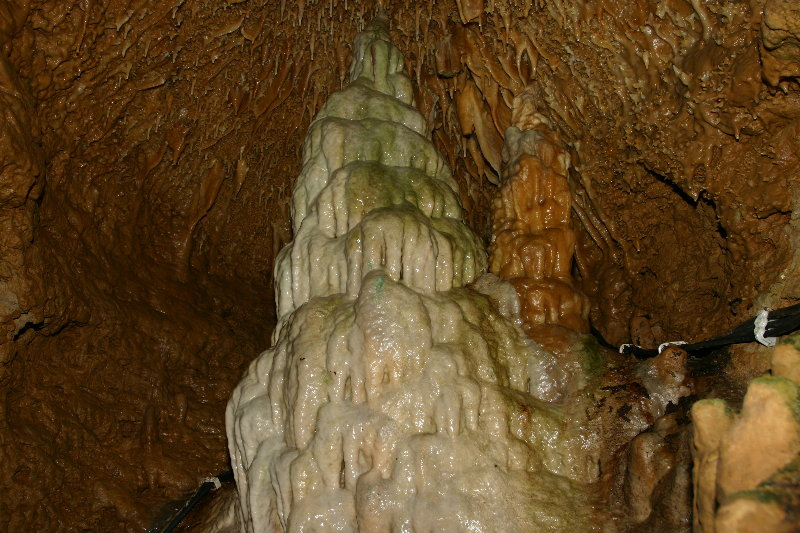
Les trois empereurs

Tous les spéléologues avertis pensaient avant 1922 que derrière les éboulements du trou du diable ne se trouvait aucune suite. Hans Brand supposa en 1922 que le trou du diable avait été causé par de l'eau courante, et que derrière le mur de l'effondrement, la voûte de l'ancien lit devait se poursuivre. Il se trompait en cela, comme on le sait aujourd'hui. Avant les mesures d'ouverture, on fit un levé complet des parties connues de la grotte au moyen d'un théodolite de mine. Ceci permit de vérifier le levé de 1909.
En octobre 1922, en plein milieu de l'inflation allemande, Brand creusa avec succès vers une extension de la grotte, avec le soutien de la ville de Pottenstein et du mécène privé Förster. Il perça une galerie effondrée et établit que la grotte était bien plus grande que supposé. Il trouva le prolongement naturel après une traversée de 9 m. Des recherches à partir d'indices définis, tels que la forme de la surface, les éboulements en surface, et les ruptures de l'intérieur, ont permis de trouver de nouvelles salles. Les recherches ont établi que la grotte se situe sur trois étages. Les joints entre couches et leurs perturbations ont été élargis au moyen d'explosifs, suffisamment pour pouvoir y grimper. On se glissa dans la montagne et découvrit par là plusieurs salles, qui dépassaient toutes les attentes par leur décor de concrétions. Les plus grandes de ces salles intérieures étaient en partie reliées par des passages très étroits de plus de 100 m de long, dans lesquels il fallait parfois ramper pour passer. Dès les premières actions d'ouverture, ces passages ont été viabilisés après des mesures soigneuses au théodolite.
En 1935, Brand écrivait à propos de la grotte du Diable pas encore complètement ouverte :
« Comme les grottes dans la dolomite ne se comportent pas comme dans les calcaires stratifiés, seulement le long des ruptures de couches et des lignes de perturbation, mais en raison du caractère rocailleux, elles traversent parfois le sous-sol sans ordre, et les élargissements des salles principales n'ont pu être localisés au cas par cas que par certains signes en surface, par des endroits où l'eau heurtait les parois, des éboulements du sol ou des failles dans l'intérieur. Ces recherches ont conduit à la découverte des trois étages de grottes, qui ont dû être d'abord suffisamment ouvertes ou élargies par des creusements, afin de pouvoir y grimper et en faire des relevés à la boussole. Les plus grandes salles intérieures étaient parfois reliées par des passages très étroits, de plus de 100 m de long, que l'on ne pouvait parfois parcourir qu'en rampant. Après avoir dégagé les passages étroits, on a pu viabiliser l'ensemble des grottes, puis après des mesures soigneuses au théodolite, calculer le plus court chemin à creuser selon la perpendiculaire, et effectuer les travaux. »
— Hans Brand, 400 Jahre Höhlenforschung in der Bayerischen Ostmark. p. 55.
Les travaux d'ouverture des parties de la grotte facilement accessibles ont eu lieu principalement à la main. En tout, il y avait 42 travailleurs pour ces travaux d'ouverture, utilisés pendant huit mois sous la direction technique de la direction des mines. On est ainsi arrivé à réunir en une suite continue les salles du milieu, dont la grotte du rideau et celle des ours, avec celles de l'étage supérieur, qui s'ouvrent sur la gorge de sortie :  la salle des chandelles, celle des fées et celle des géants. En août 1923, plusieurs salles pouvaient ainsi être viabilisées. L'escalier de passage entre étages a été refait, sécurisé avec une rambarde en bois, et sur le palier médian, une baraque à outillage a été aménagée. Les zones ainsi ouvertes dans la grotte ont été munies de lumière électrique, et, à partir du 5 août, ouvertes aux visiteurs sur une longueur de plusieurs centaines de mètres. C'est à ce moment que commença l'exploitation touristique de la grotte, qui conduisit à des nombres de visiteurs constamment croissants.

### Le pont de la grotte du Diable

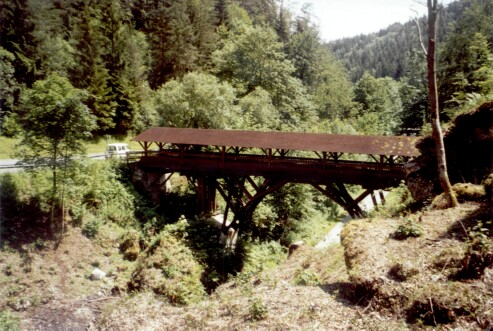
Le pont de la grotte du Diable

### Époque du national-socialisme

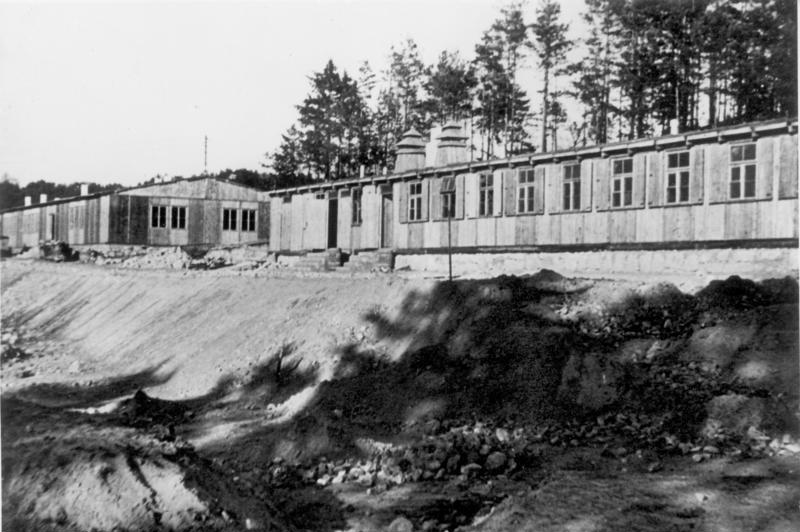
Camp de baraques de la compagnie SS du Karst à Pottenstein en 1942

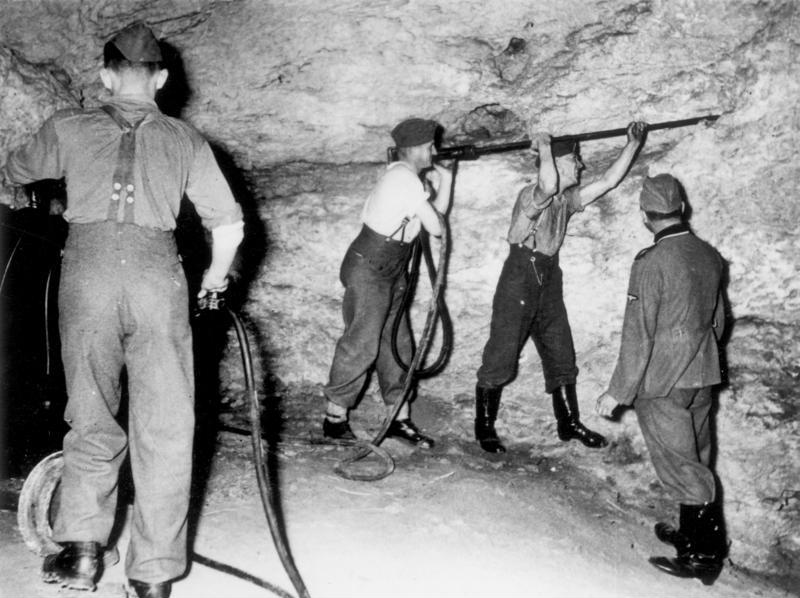
Travaux de la compagnie SS du Karst à Pottenstein en 1942

### Après guerre

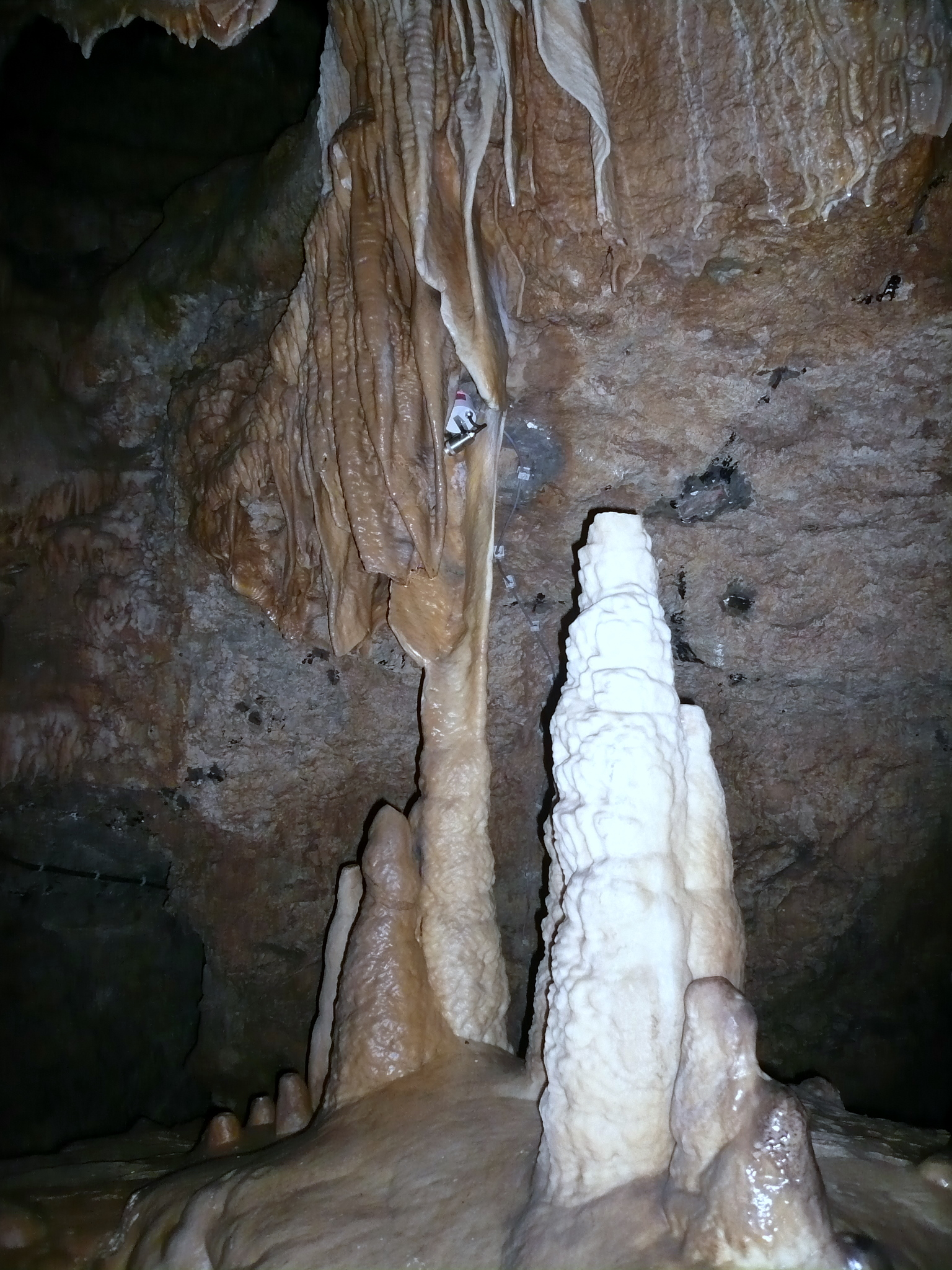
Groupe des rideaux

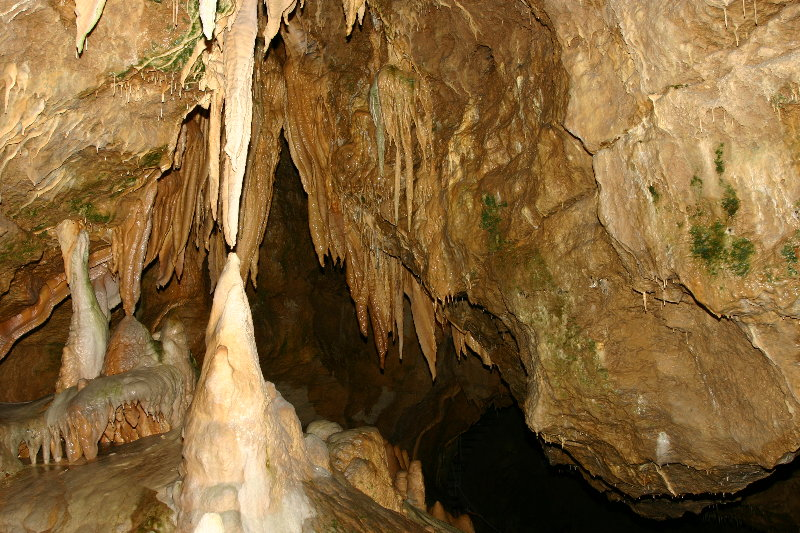
Barbe de Barberousse

### Spéléothérapie

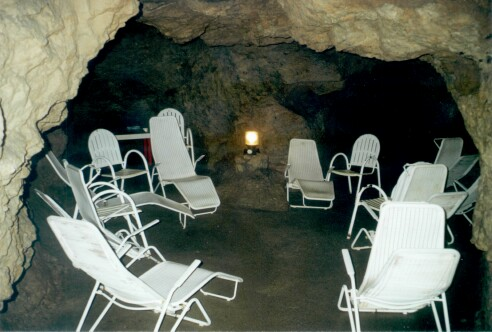
Station de thérapie

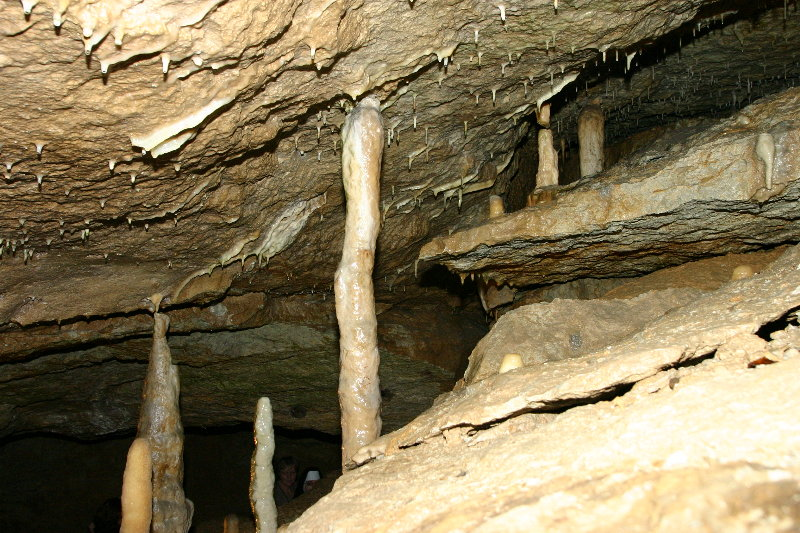
Groupe de concrétions

### Laboratoire des grottes

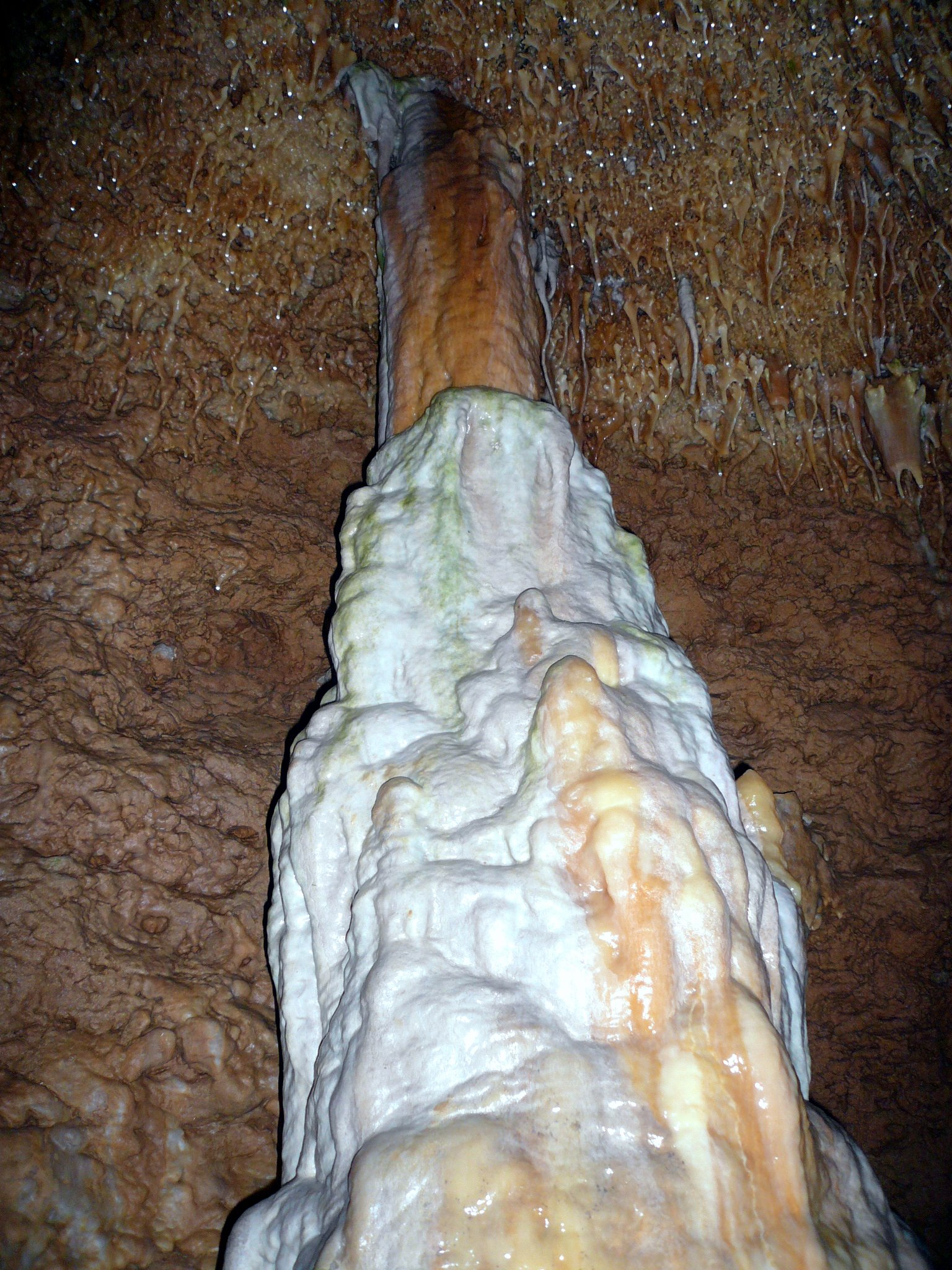
Trois empereurs

### Récits et racontars

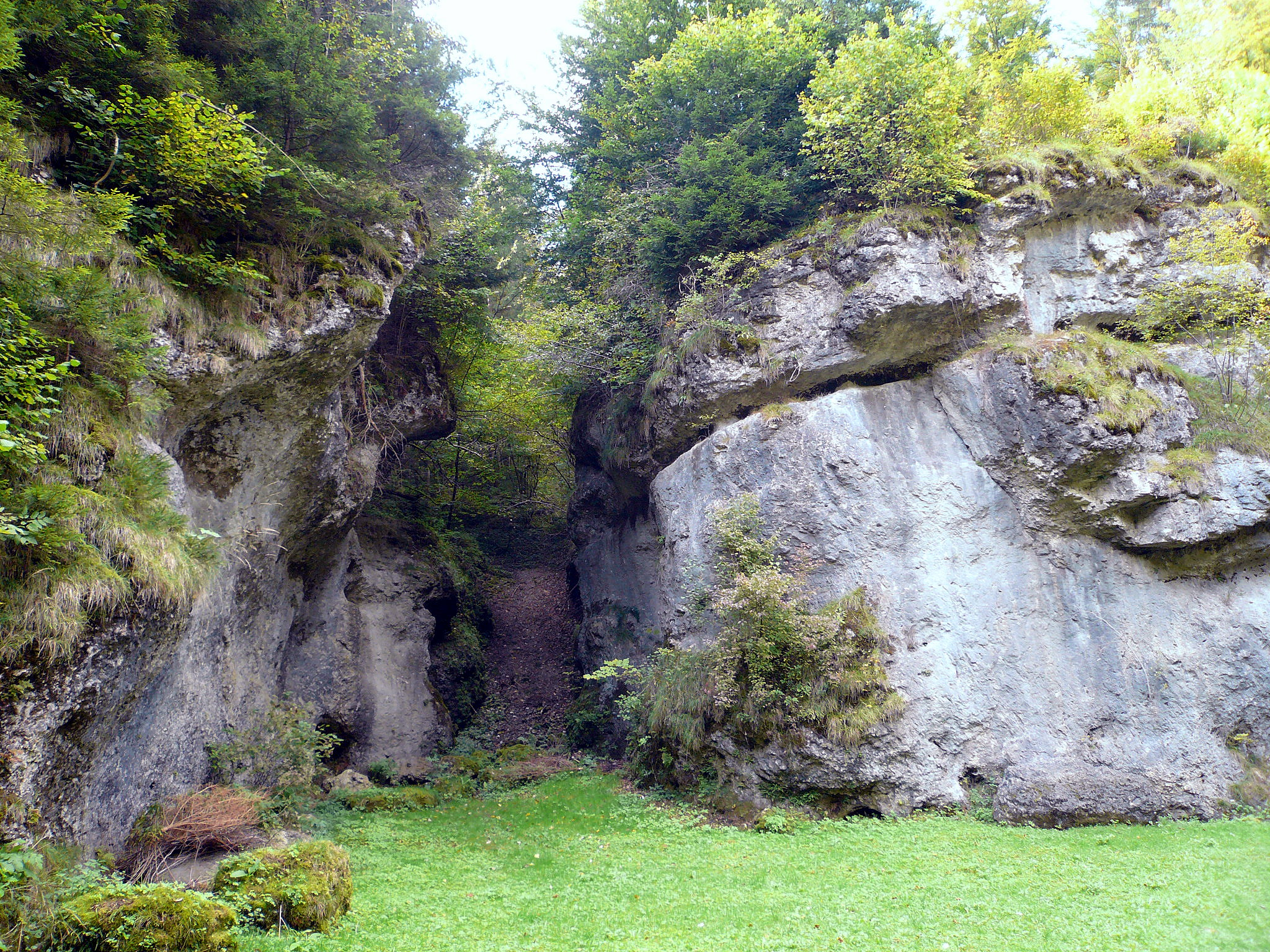
La gorge du Diable

### Ouverture touristique

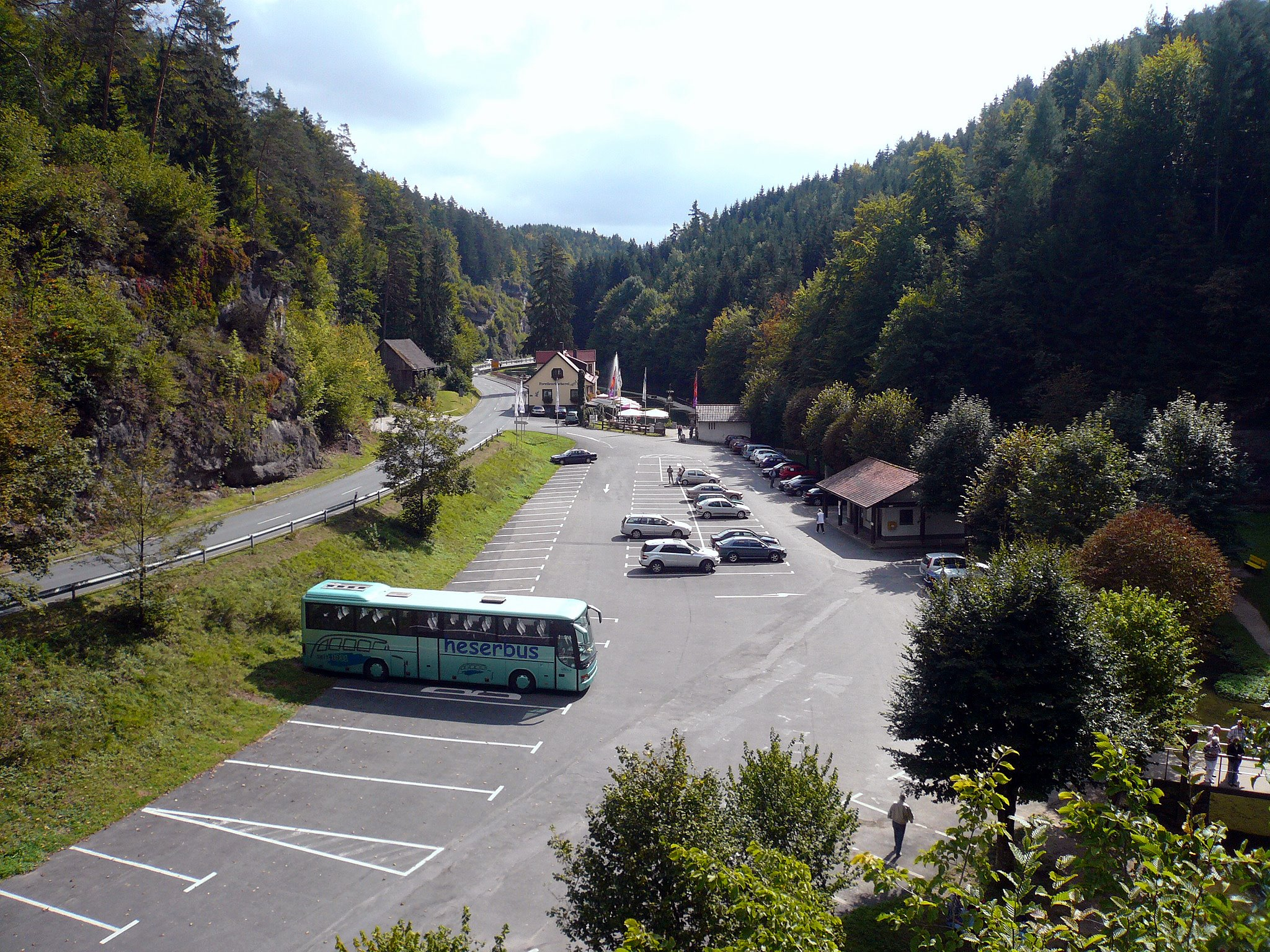
Parking dans la vallée du Weihersbach

### Nombres de visiteurs

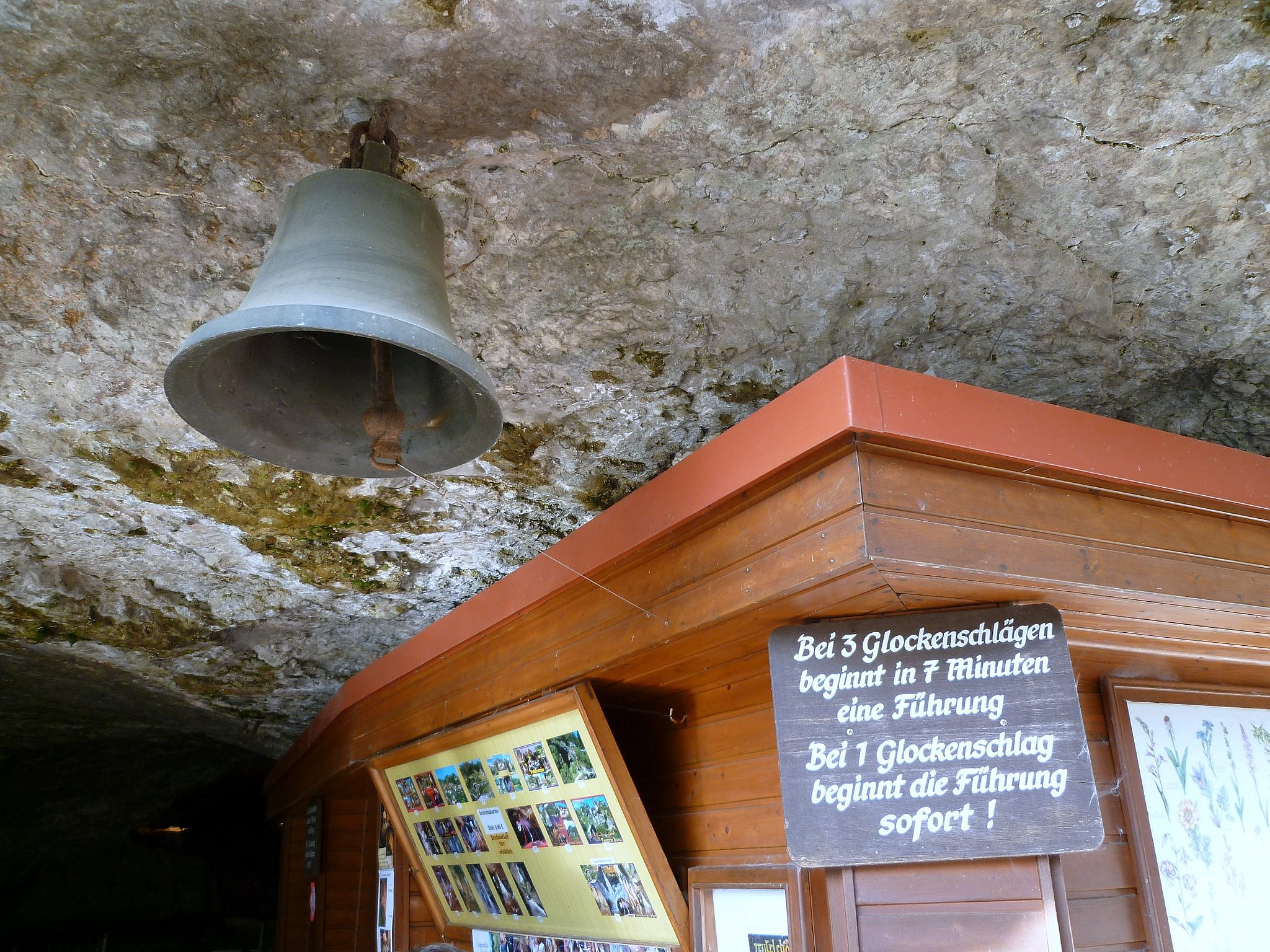
Cloche d'annonce des visites

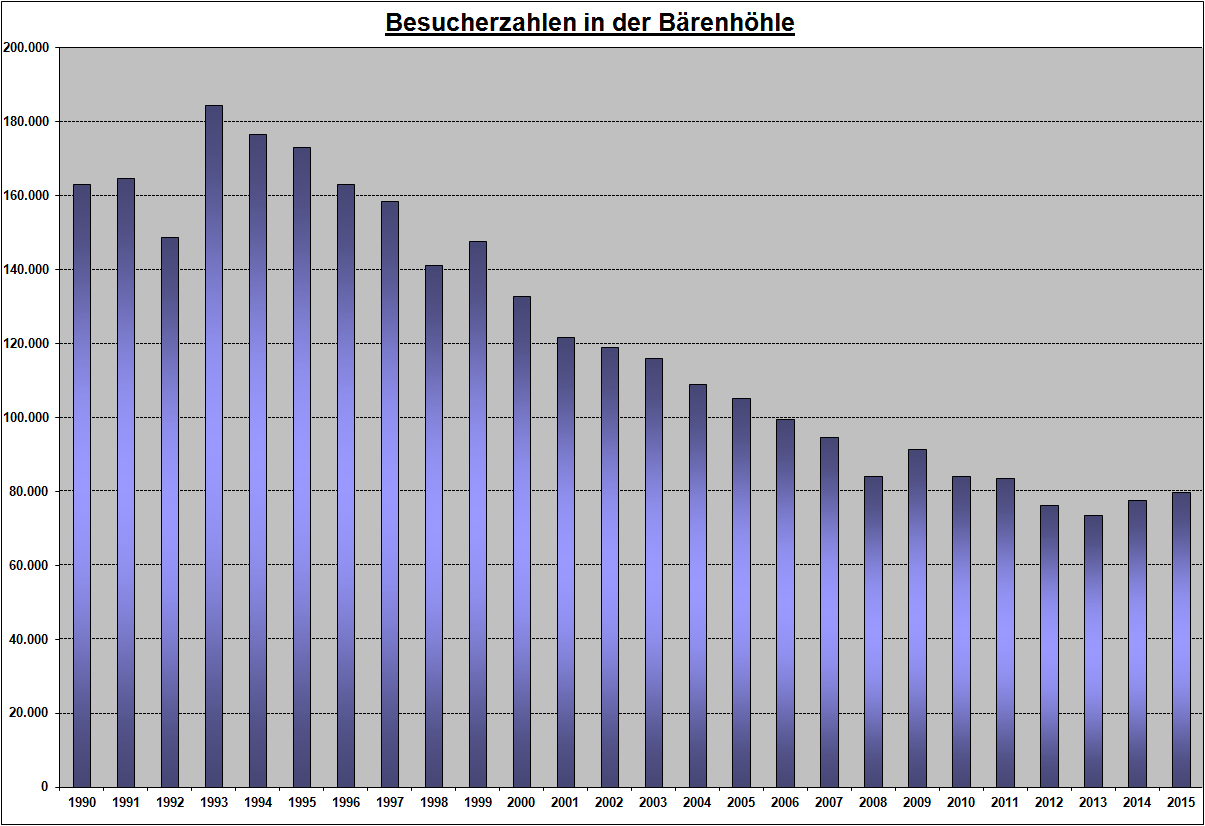
Sonnenbühl
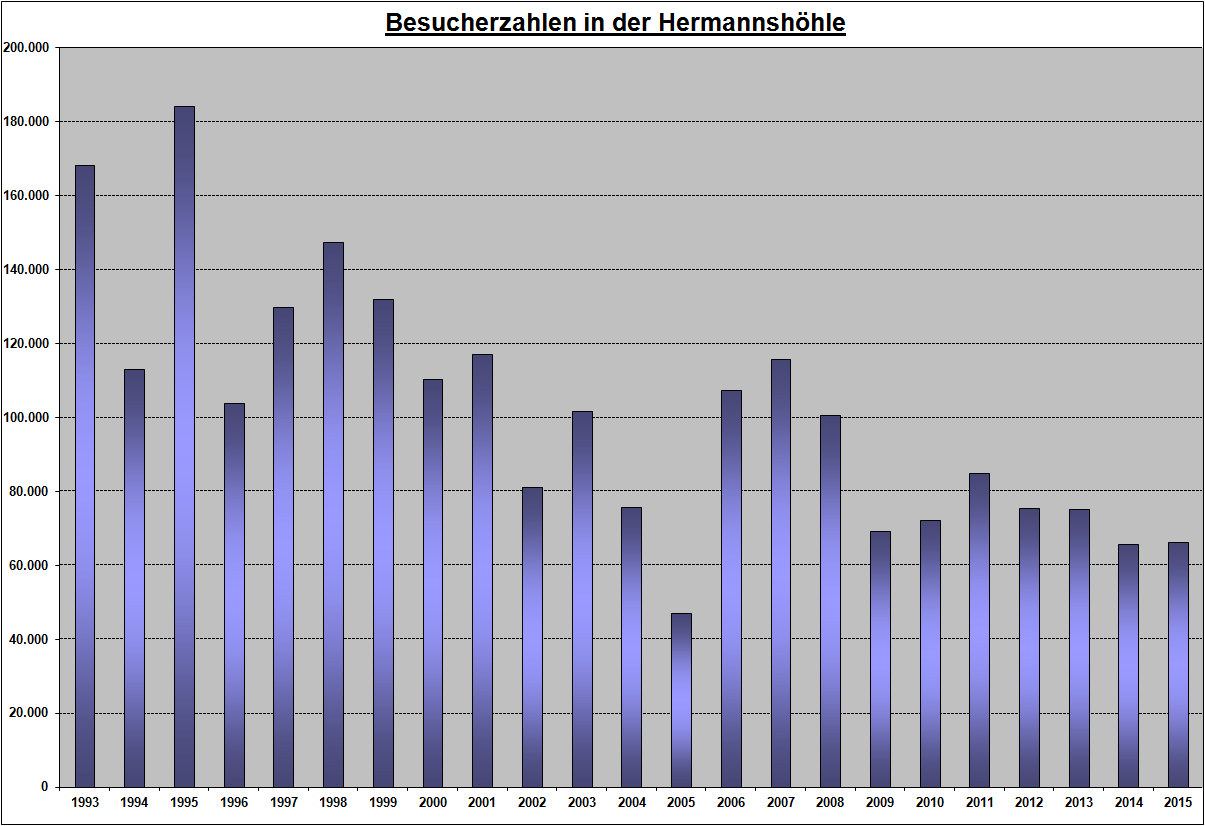
Hermannshöhle
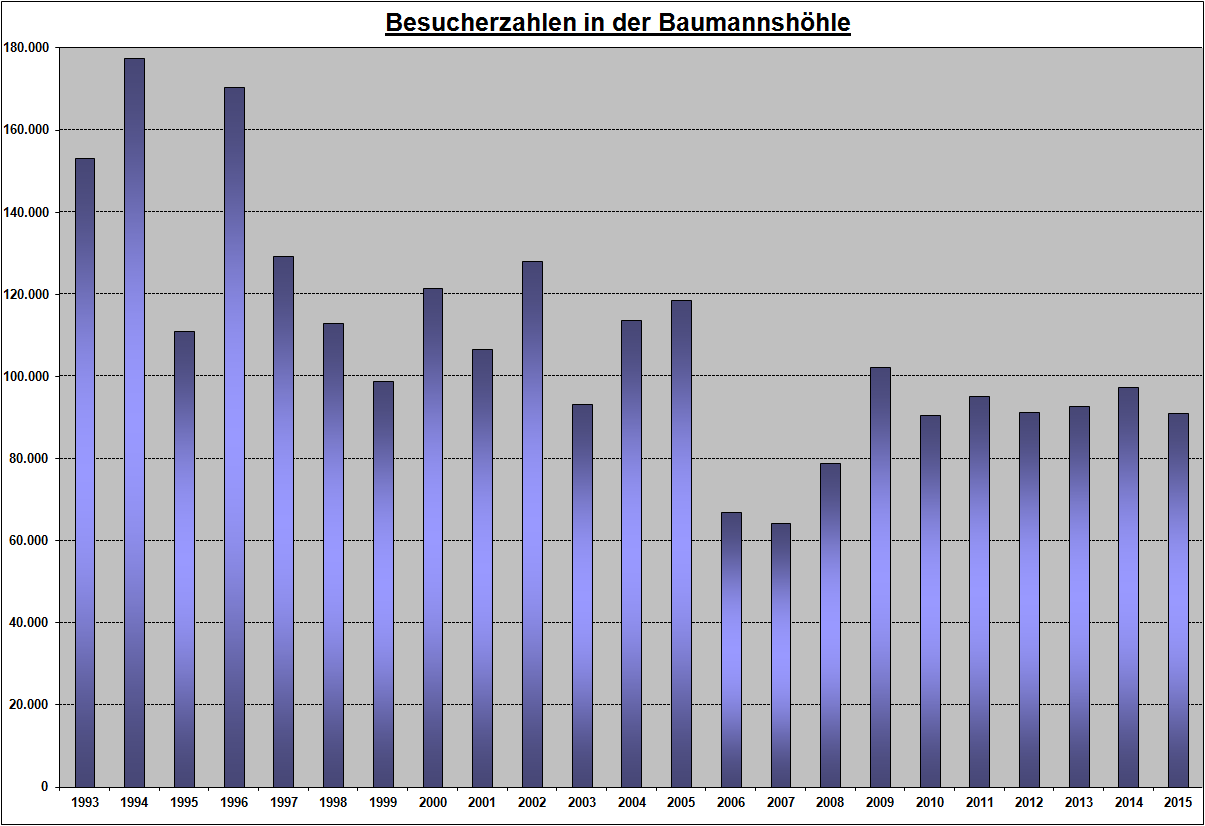
Baumannshöhle

### L'ours des cavernes

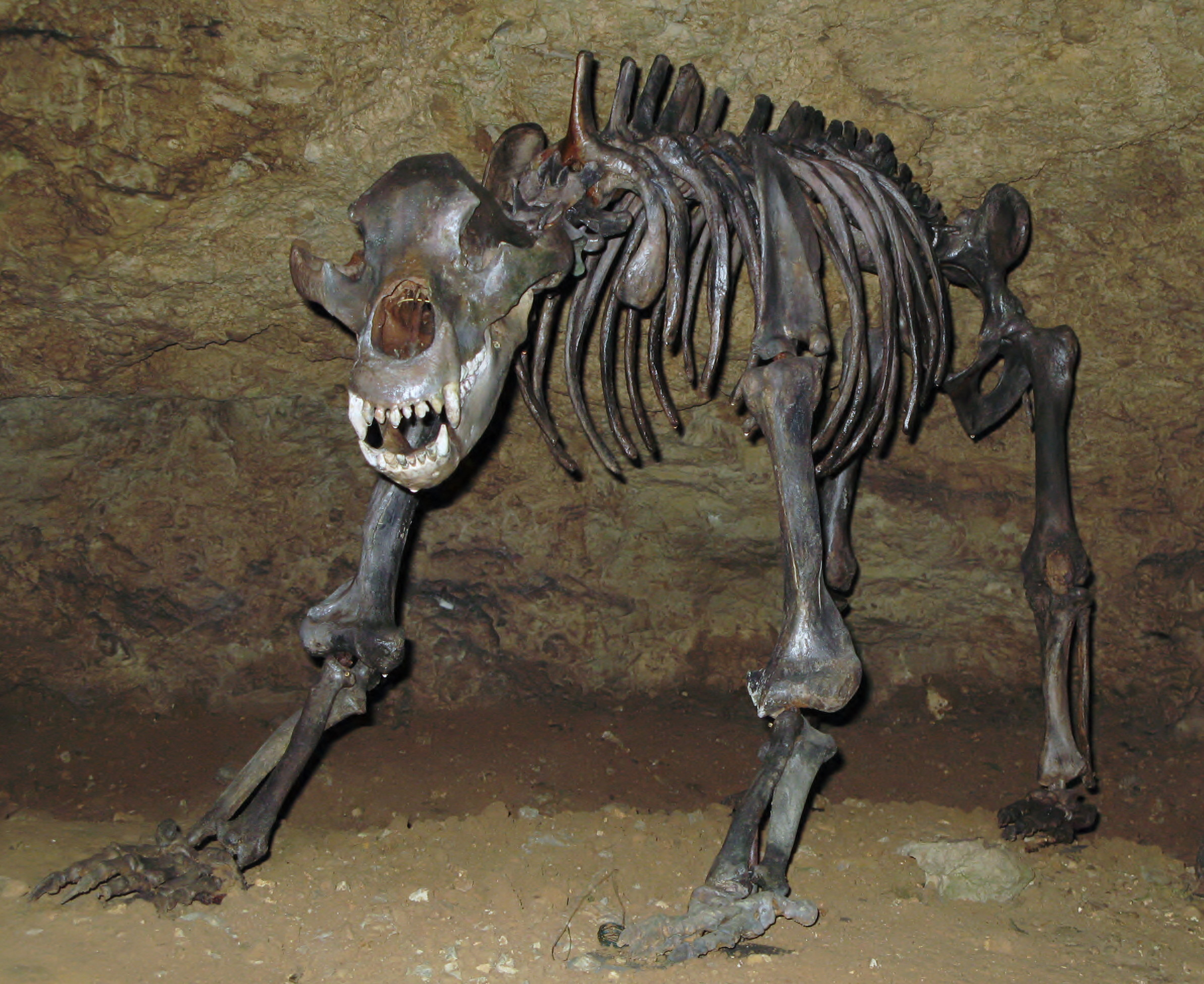
Squelette d'un ours des cavernes

#### Deuxième phase

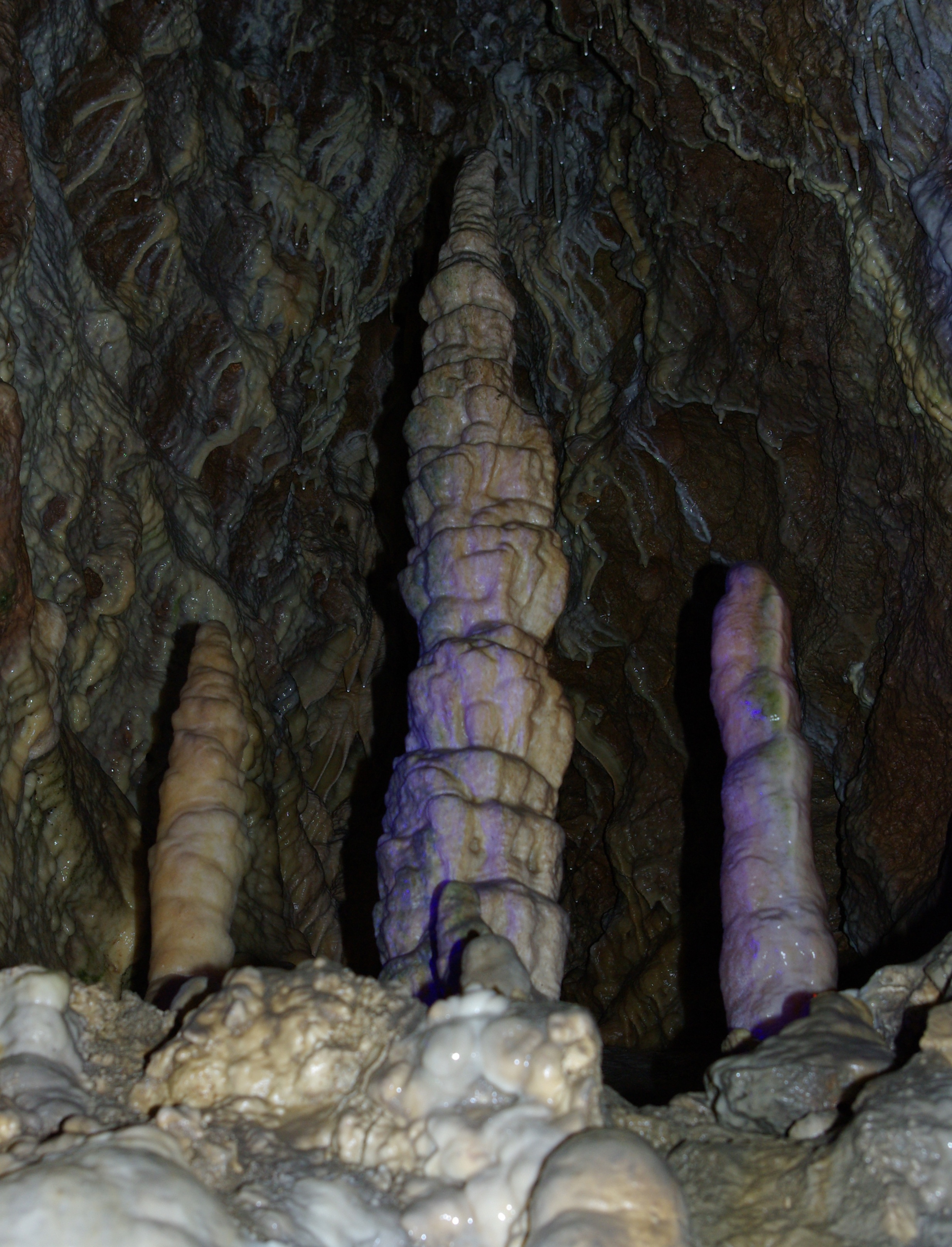
Groupe de la Crucifixion

Brand ne s'est pas contenté des découvertes faites jusqu'alors, et organisa une deuxième ouverture de la grotte, en utilisant des compresseurs électriques mobiles pour alimenter deux marteaux-piqueurs, et des wagonnets à voie étroite pour l'extraction des masses de roches abattues. Il s'agissait essentiellement de la connexion aux parties de la grotte déjà ouvertes lors de la première ouverture, et de la viabilisation du dôme de Barberousse, sans doute la plus belle salle de la grotte. Pour cela, on utilisa des appareils très modernes pour la période concernée, et des méthodes encore inconnues dans la recherche des grottes. L'ouverture des parties plus basses de la grotte par un travail manuel lent et coûteux était pratiquement impossible. Il est typique pour la dolomite que des grandes salles soient créées. Ces grandes salles ne sont en partie pas reliées entre elles. Quatre ouvriers choisis ont été consacrés pendant les huit ans de la deuxième ouverture aux travaux de percement et d'élimination des déblais de roche. C'est comme cela que de nouvelles salles ont été ouvertes, mesurées et reliées entre elles. En tout, 285,5 m de galeries, de section 1,2 × 1,8 m2, ont été percées à travers la dure dolomite.
L'ouverture du mont du Calvaire, haut de 21,2 m dans une paroi du dôme de Barberousse, s'est avérée très difficile. Elle a été résolue par l'aménagement d'un escalier artificiel de 115 marches. Dans le fond de la grotte, un gros effondrement a été éliminé à coups d'explosifs et de difficiles travaux. Après ce travail, on a trouvé dans trois petites grottes latérales des ossements et des crânes de nombreux ours des cavernes. Dans les grottes, il fallait limiter autant que possible les dynamitages de rochers, pour éviter les dommages aux concrétions liés aux secousses correspondantes. Également, la fumée serait retombée et entrée de plusieurs centimètres dans la masse poreuse des concrétions, en ternissant leur éclat. Brand a aussi réussi à ouvrir une sortie de la grotte. Une tâche difficile aussi a été de dissimuler les câbles électriques et de régler les gradations convenables de la lumière des lampes et des projecteurs. Des chemins égalisés et larges, des escaliers massifs ont été aménagés pour rendre la promenade dans les diverses salles sans aucun danger et aussi agréable que possible. À la Pentecôte de 1931, la grotte du diable pouvait être ouverte au public pour une visite complète. C'est ainsi que le visiteur peut maintenant visiter les impressionnantes salles qui se nomment dôme de Barberousse et salle des géants. L'ouverture de la grotte du diable a représenté une grande performance scientifique et technique.

#### Méthode d'ouverture

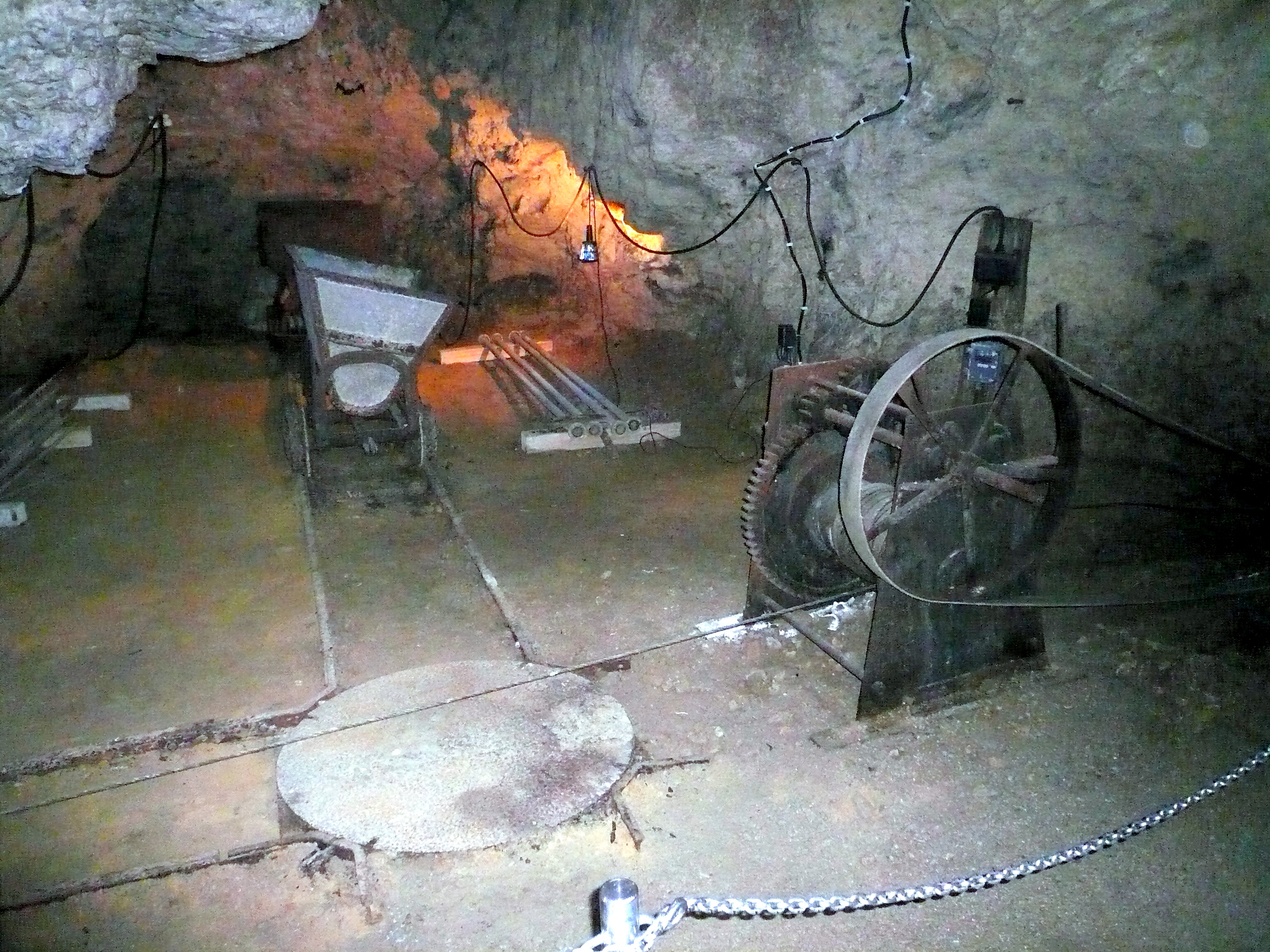
Outillage de l'ouverture en exposition

L'ouverture de la grotte du diable a été conduite par Brand selon les méthodes des mines. Un réseau de galeries et de puits a été établi, pour transporter les énormes quantités de déblais de roches. Ces travaux ont été surtout faits par des groupes de dynamitage, qui ont abattu les galeries dans la dolomite dure. C'est ainsi que l'on a pu éliminer par des galeries les déblais à l'ouverture de salles isolées comme le dôme Barberousse et la salle des géants ou du mont du Calvaire. Pour circuler par des itinéraires étroits et sinueux, les wagonnets devaient avoir une voie étroite de 60 cm. Les rails étaient cloués sur de simples traverses en bois, sauf pour les plus longues lignes droites ou à l'extérieur, où ils étaient montés d'avance sur des traverses d'acier.

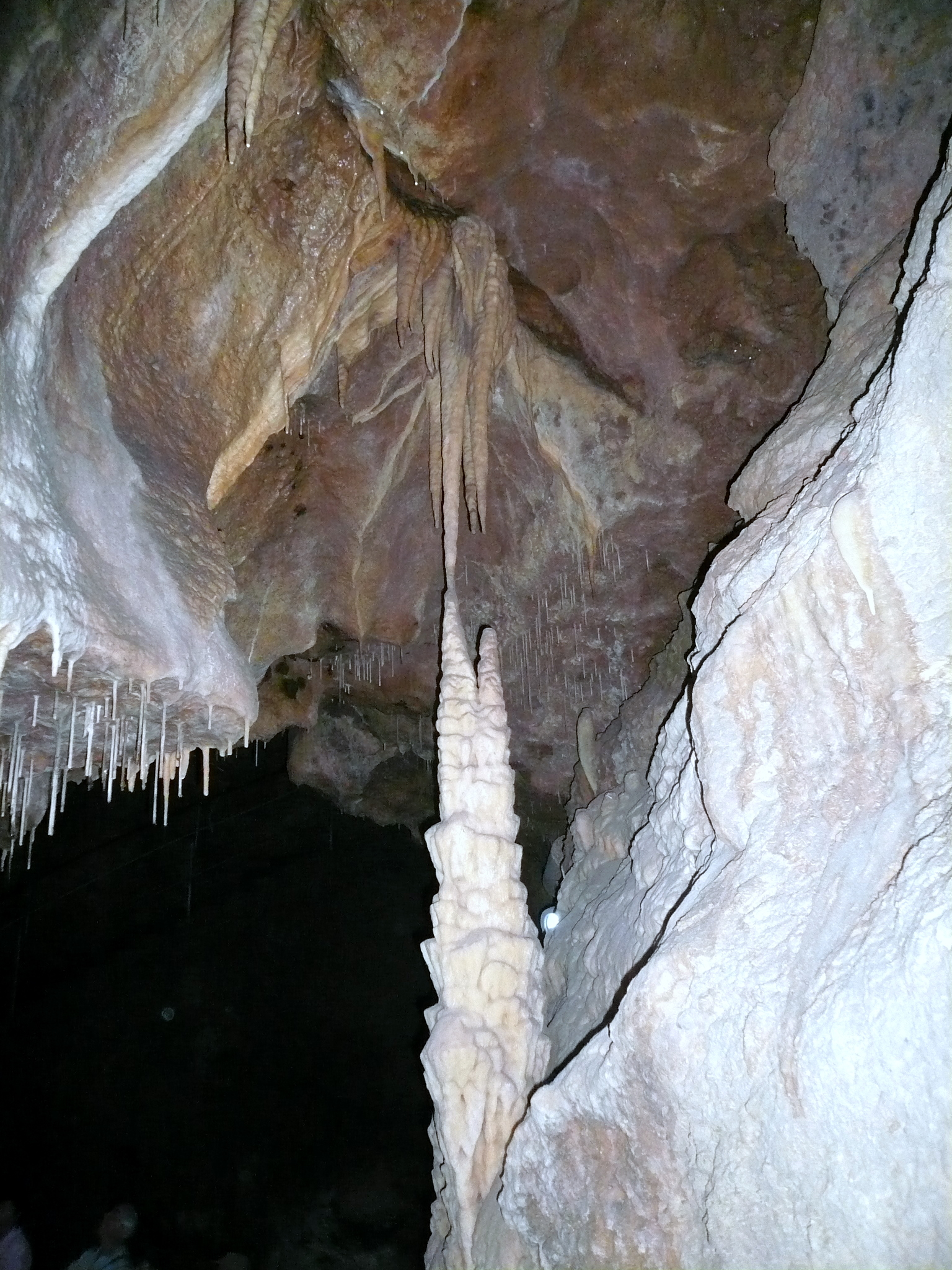
Concrétions dans le dôme Barberousse

Une partie de ces galeries forme une étoile autour d'un point de croisement au sud du dôme de Barberousse, où l'on peut faire passer les wagonnets d'une galerie à l'autre au moyen d'une plaque tournante. À partir de ce point, part aussi un puits de transport incliné à 38° vers le haut, qui arrive à la surface dans la gorge du diable. C'est là que se trouvait lors des travaux d'ouverture une cabine avec un treuil à câble pour la remontée des wagonnets. Ce treuil est maintenant exposé dans la salle de la coupole. On peut encore voir aussi la sortie de ce puits de transport, quelques mètres à côté du chemin de sortie de la grotte, vers la zone d'entrée. Un wagonnet de transport pouvait faire jusqu'à 1 km dans les galeries jusqu'à sa sortie.
Un autre système de nouvelles galeries au nord de la salle des géants est le buisson d'orties, par lesquelles les roches et déblais formés lors de la construction du chemin vers la salle des géants, sont transportés par wagonnets vers l'extérieur dans la vallée du Weihersbach. Il y a eu quelques problèmes techniques au moment de l'ouverture. Comme les parcours à l'extérieur étaient trop longs pour poser les conduites d'air comprimé du dehors vers les fronts de taille, on a utilisé un compresseur électrique à simple effet sur roues, qui était conduit par les ouvriers sur la voie. Ce compresseur s'est distingué par sa forme étroite et sa grande mobilité, et a été utilisé sans panne pendant les huit ans de fonctionnement dans la grotte.
La plupart des galeries ne sont pas parcourues par les visiteurs pendant les visites guidées, parce qu'elles ne possèdent pas de garniture attrayante. Mais elles permettent d'atteindre presque tous les points de visite de la grotte sans utiliser les voies officielles de visite. Le guide des grottes en utilise une partie pendant les visites, pour accéder par exemple plus vite du dôme Barberousse à la salle des géants sans avoir à grimper sur le mont du Calvaire. Une autre partie de ces galeries est utilisée pour la thérapie des grottes.